# Stary Rynek w Poznaniu

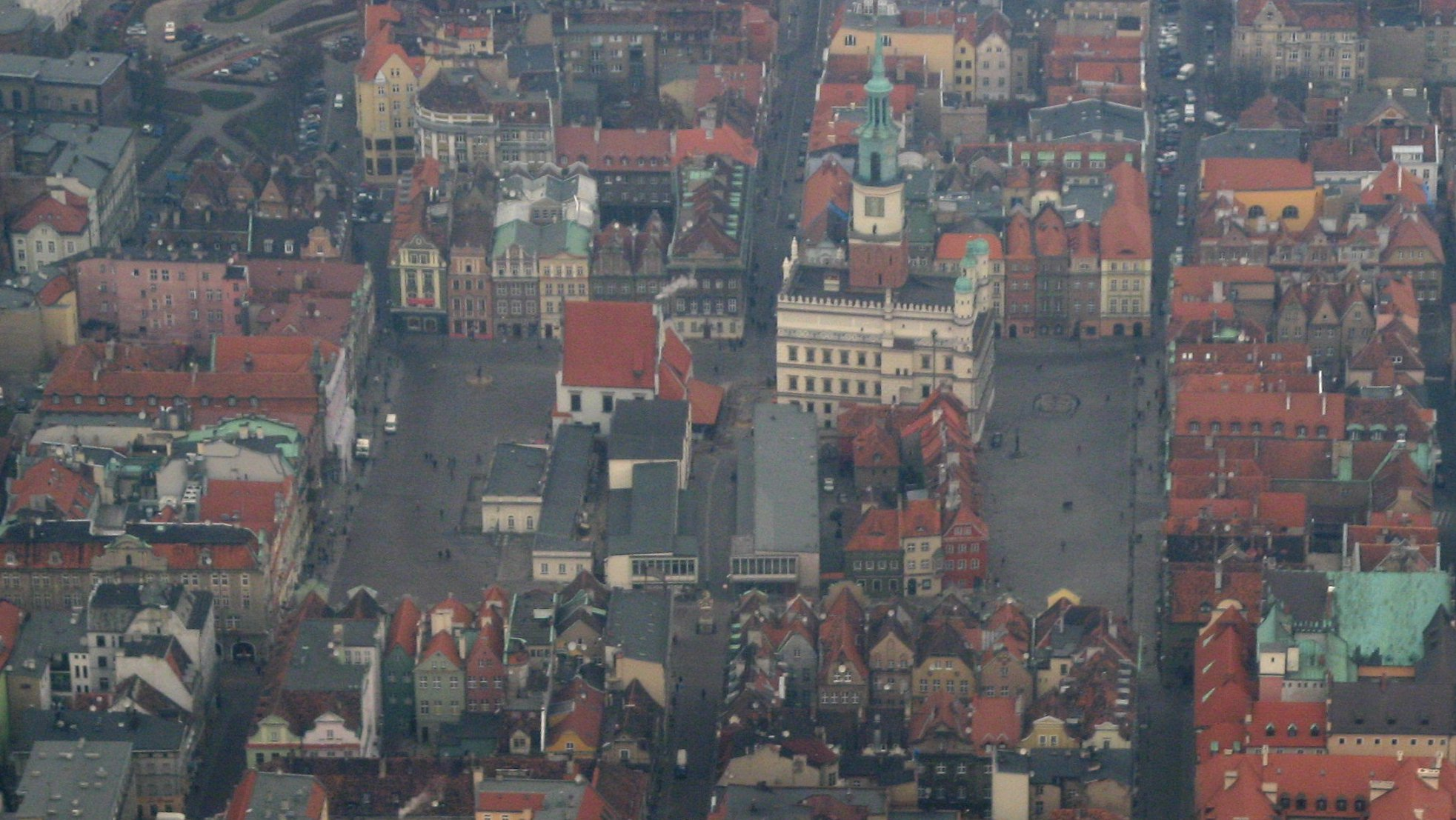
Stary Rynek z lotu ptaka od strony południowej. W części północnej bloku śródrynkowego ratusz i waga; w części południowej, od lewej: odwach, budynki Galerii Miejskiej Arsenał i Wielkopolskiego Muzeum Wojskowego oraz domki budnicze

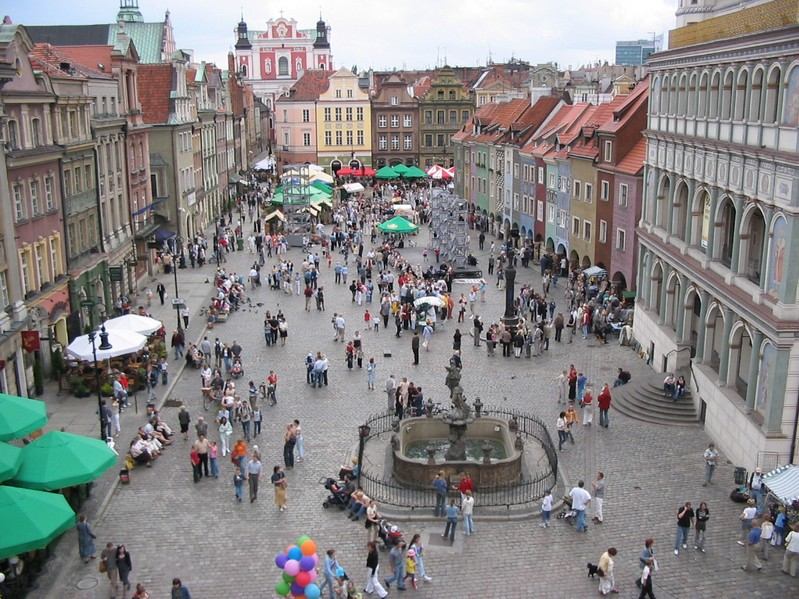
Wschodnia, reprezentacyjna część Starego Rynku. Po prawej widoczna loggia ratusza i domki budnicze; w oddali, na przedłużeniu ul. Świętosławskiej, elewacja poznańskiej fary, a po lewej dach pałacu Górków; w dole Fontanna Prozerpiny

Stary Rynek (początkowo Rynek, od XIX wieku Alter Markt, obecna nazwa od 16 czerwca 1919) – główny plac miejski w Poznaniu wytyczony ok. 1253 roku jako centralne miejsce miasta lokacyjnego. Jest kwadratem o boku długości 141 metrów, a z każdej ze ścian wychodzą trzy ulice, z czego dwie skrajne z narożników. Znajduje się na Starym Mieście, w ramach osiedla administracyjnego Stare Miasto. Jest trzecim co do wielkości rynkiem w Polsce (po krakowskim i wrocławskim) i jednym z większych w Europie.

## Historia

### XIII–XV wiek
W 1253 roku poznańska siedziba książęca została przeniesiona z prawego na lewy brzeg. Na wzgórzu wybudowano zamek, a pomiędzy nim a rzeką, miasto otoczone murem, stanowiące 21 ha regularnej siatki ulic i bloków zabudowy. Niezupełnie pośrodku gruszkowatego obszaru miasta umiejscowiono, lekko wznoszący się ku zachodowi, rynek o kształcie nieznacznie odbiegającym od kąta prostego i tworzącym romb o dłuższej przekątnej ok. 200 metrów. Stanowił on centrum miasta średniowiecznego pełniąc funkcje handlowo–usługowe, administracyjne i komunikacyjne aż do zniszczenia w 1945 roku. To tutaj zbiegały się wszystkie interesy lokalnej społeczności, podejmowano najważniejsze decyzje, wydawano wyroki sądowe, karano winnych i gromadzono się przy ważnych dla społeczeństwa wydarzeniach. Od czasów lokacji na rynku krzyżowały się drogi międzynarodowe oraz skupiały szlaki lokalne. To właśnie one zadecydowały o strukturze zabudowy miasta, które rozplanowano nastawiając się na handel, a nie produkcję. Z tego też powodu, pierwszą zabudową bloku śródrynkowego były kramy sukienne i bogate, przeznaczone na handel regionalny i zagraniczny, a dopiero w drugiej kolejności powstały jatki wykorzystywane na potrzeby mieszkańców miasta.
Od linii murów miejskich na rynek prowadziło dwanaście ulic, po trzy z każdej pierzei, dzielących każdą z nich na dwa bloki. Cztery z dwunastu arterii prowadziło na zewnątrz miasta: dwie z nich (Wielka przez Bramę Wielką/Tumską oraz Wodna Bramą Wodną) w kierunku przepraw na Warcie, a pozostałe dwie (Wroniecka przez Bramę Wroniecką oraz Wrocławska Bramą Wrocławską) kolejno na północ i południe. Ze względu na umiejscowienie dróg głównych oraz fasady ratusza wschodnia część rynku otrzymała rolę dominującą.
Każdy z ośmiu bloków pierzei rynkowych o szerokości 59–62 m i głębokości 42–46 m został pierwotnie podzielony na 8 działek budowlanych o szerokości 7–8 m i głębokości wynoszącej 35–43 m, tworząc w sumie 64 parcele budowlane wokół rynku. Zabudowano je drewnianymi domami o konstrukcjach zrębowych lub szkieletowych w znacznym oddaleniu od dzisiejszych fasad. Głównym pomieszczeniem takiego domu była tzw. wielka sień, umiejscowiona na parterze od strony placu. Pełniła ona jednocześnie funkcję miejsca pracy i mieszkania. Na przełomie XIII i XIV wieku, na terenie tylnego traktu obecnej kamienicy nr 48, wzniesiono kamienno-ceglaną wieżę mieszkalną. Jej budulec, w przeciwieństwie do drewna, zapewniał ochronę przed wrogiem czy pożarem, dlatego podejrzewa się, że mogła być ona siedzibą wójta.
Do rozplanowania bloku środkowego o wymiarach 74 × 76 metrów doszło w wyniku przywileju Przemysła II z 1280 roku, w którym zapisano konieczność budowy hali targowej, jatek rzeźniczych i chlebowych, bud kramarzy, szewców i kuśnierzy oraz prawdopodobnie również winiarni lub składu wina. Tym samym podzielono umownie śródzabudowę na administracyjną część północną (ratusz, waga) oraz półhektarowy kompleks kramów od strony południowej. Skoncentrowane urządzenia targowe pełniły rolę bazaru oddzielonego od części mieszkalnej rynku. Zostały one podzielone na 6 równoległych i ułożonych południkowo parcel o różnych szerokościach (6–22 m), z których każda skupiała czeladników tej samej profesji. Takie rozwiązanie spełniało ówczesne standardy europejskie. Na skrajnej, wschodniej parceli swoje kramy posiadali budnicy, na zachód od nich szewcy, następnie krojownicy sukna, kramarze, piekarze oraz rzeźnicy wraz z garbarzami. Pomiędzy podłużnymi parcelami powstało 5 wewnętrznych ciągów komunikacyjnych i jedyna nazwana uliczka poprzeczna Crux (łac. Krzyż). Każda z parceli została podzielona na małe, jednotraktowe działki o różnych wymiarach. Łącznie było ich ok. 200, z czego 40 dostępnych z zewnątrz, a pozostałe 160 z wewnętrznych uliczek zamkniętych z obu stron łącznie 12 wrotami.
Istnienie bloku śródrynkowego podzieliło plac na cztery wnętrza. Części z nich nadano nazwy pochodzące od najczęściej sprzedawanych na nich produktów. W ten sposób powstał tzw. rynek solny w części północnej placu, pomiędzy ratuszem a wagą. Handlowano tam, sprzedawaną prosto z wozów, solą w ilościach hurtowych, ponieważ przywilej sprzedaży detalicznej posiadali wyłącznie budnicy. To przed ich budami, w części wschodniej placu, mieścił się tzw. rynek śledziowy, sąsiadujący z rynkiem rybnym w okolicy dzisiejszej fontanny Prozerpiny. Handlowano tam wyłącznie świeżymi rybami, gdyż sprzedażą ryb wędzonych i solonych trudnili się budnicy. Ze względu na specyfikę tej części Starego Rynku, wzdłuż kamieniczek budniczych, utworzono rynsztok, nad którym, między 8 a 9 domkiem, przerzucono mostek u wylotu uliczki Crux. Nazwy części zachodniej oraz północnej placu nie są znane, choć wiadomo, że na pierwszej z nich sprzedawano czapki, powrozy i prawdopodobnie znajdowała się tam również tandeta (miejsce handlu rzeczami używanymi). Rynki jednobranżowe powstawały również na terenie bloku śródrynkowego. Wzdłuż południowej ściany ratusza ciągnął się tzw. rynek różany, na którym, aż do 1939 roku sprzedawano kwiaty i wieńce. Funkcja tego terenu została zachowana w obecnej nazwie uliczki Różany Targ. Na jej przedłużeniu w kierunku zachodnim (dzisiejsza ul. Ratuszowa) znajdował się tzw. garncarski targ.
Zabudowa rynku początkowo była wyłącznie drewniana. Pierwszym murowanym budynkiem została waga miejska wybudowana w drugiej połowie XIII wieku. Następnie, na przełomie XIII i XIV wieku powstał ceglany gotycki ratusz dominujący nad parterową zabudową kramów. Dopiero w 1386 roku Poznań otrzymał przywilej Władysława Jagiełły umożliwiający budowę kamiennych kramów i sukiennic, co poskutkowało powstaniem pierwszych prywatnych, murowanych kramów oraz ogromnego budynku sukiennic na terenie dawnej parceli krojowników sukna. Jako że pierwotnie domy obrzeżne powstawały z drewna, a ulice przez długi czas były nim pokryte, pożary zdarzały się dość często. Gdy jeden z nich w 1447 roku strawił większość zabudowy miasta, odbudowano je już w gotyckich formach ceglanych. Jeszcze w połowie XV wieku połowa domów przyrynkowych była drewniana, a w 1500 roku zostały ich już tylko trzy. Wówczas w sześciu z ośmiu bloków zabudowy otaczających rynek istniało po 8 domów, a w pozostałych dwóch – po 9.
Każda z przyrynkowych parceli została wypełniona kolejno: kamienicą frontową o głębokości 18–23 lub 24–28 metrów, małym podwórkiem oraz, połączonym z kamienicą drewnianym gankiem na pierwszym piętrze, budynkiem gospodarczym. Wszystkie jednorodzinne domy patrycjuszowskie składały się ze stałych elementów: dwóch, niepodpiwniczonych kondygnacji, trzech osi elewacji zwieńczonej szczytem od strony placu oraz dwuspadowego dachu ceramicznego z kalenicą prostopadłą do linii zabudowy. Najbardziej reprezentacyjnym pomieszczeniem kamienicy była tzw. wielka sień umiejscowiona na parterze od strony rynku, służąca do przeprowadzania hurtowych wymian handlowych przez właściciela. Jej powierzchnia wynosiła 60–100 m², była wysoka na 4–5 m i zazwyczaj przekryta drewnianym, belkowym stropem lub sklepieniem, a przy jej tylnej ścianie umieszczano urządzenie ogniowe. Wewnętrzne ściany poprzeczne ozdabiano najczęściej ostrołukowymi blendami lub wnękami sedillowymi. W 2. połowie XV wieku zaczęto dobudowywać 1–2 dodatkowych kondygnacji przeznaczonych na magazyny. Towary na piętra dostarczano urządzeniem dźwigowym znajdującym się na szczycie tylnej elewacji. W tym samym czasie coraz częściej dobudowywano również tylny trakt kamienicy. Znajdowała się w nim izba, z czasem przekształcana w wąski korytarz prowadzący na podwórze. W środkowym, tzw. ciemnym trakcie znajdowały się schody prowadzące na wyższe kondygnacje, które dopiero na przełomie XV i XVI wieku nabrały cech mieszkalnych, tym samym odciążając wielką sień. Wtedy, w tylnym trakcie pierwszego piętra powstała tzw. izba wielka, a część pierwszego piętra bliższa rynku, pod nazwą „sala na przodku”, funkcjonowała jako mieszkanie lub magazyn. Drewniane budynki gospodarcze, znajdujące się na tyłach parceli, przy wąskich gospodarczych uliczkach równoległych do rynku, mieściły wówczas magazyny lub warsztaty.
Najliczniejszą grupą mieszkańców rynku do XV wieku byli bogaci kupcy. Dogodność posiadania własnej kamienicy polegała na bliskości mieszczącego się w niej magazynu do jatek lub bud rozmieszczonych na placu. Czasem handlowano również w wielkich sieniach znajdujących się na parterach domów. Posiadanie domu w rynku było powszechnie szanowaną cechą, ze względu na ich szczególną wartość. Były one świadectwem prestiżu i gwarantem solidności handlowej. W okresie późnego średniowiecza kamienica przyrynkowa przedstawiała wartość równą dobrze zagospodarowanej wsi, jednak tylko niektóre z nich pozostawały przez wieki w kręgu jednego rodu. W średniowiecznym Poznaniu istniały trzy metody pozyskania domu przyrynkowego. Pierwszym, i zdecydowanie najmozolniejszym z nich, było wzbogacenie się na tyle, by móc pozwolić sobie na kupno kamienicy i jej utrzymanie. Często jednak decydowano się na rozkochanie kupieckiej panny jedynaczki i zyskanie aprobaty jej rodziców lub ślub z bogatą wdową, przy jednoczesnym wydziedziczeniu jej dzieci. W XV wieku jedna trzecia właścicieli kamienic przyrynkowych zasiadała we władzach miasta lub była starszymi cechów. W momencie kulminacyjnym aż połowa członków władz miasta zamieszkiwała na rynku. Pierwsza szlachta na poznańskim rynku pojawiła się w 1453 roku, jednak wzmożenie jej napływu nastąpiło w 2. połowie XVI wieku. Elitarność tego adresu obowiązywała najprawdopodobniej aż do upadku państwa polskiego.
Utrzymanie czystości placu należało do obowiązków kata i jego czeladzi, a także chłopów posiadających płatny przywilej wywozu błota z rynku, którego używali prawdopodobnie jako nawozu. Wodę na rynek doprowadzano drewnianymi wodociągami do studzienek rozmieszczonych w każdym z naroży rynku. Pod koniec wieku XV nawierzchnia rynku była już brukowana.

### XVI–XVIII wiek
Rynek przez długi czas pozostawał miejscem gwarnym i hucznym. Za pomocą hejnału podawano godzinę, a ważniejsze ogłoszenia, takie jak rozkazy króla, zarządzenia burmistrza, uchwały rady miasta, przyjazdy królów i ważniejszych posłów zagranicznych, objęcia ważniejszych stanowisk i urzędów oraz pogrzeby i wesela osobistości, obwoływano w czterech rogach rynku. Okresem wzmożonego ruchu kupieckiego były cztery doroczne jarmarki: wielkanocny, świętojański, św. Michała i gwiazdkowy. Drugi z nich, organizowany na przełomie czerwca i lipca, stanowiąc najważniejszy element życia miasta, zrzeszał przybyszów z całej Polski i innych krajów.
Na początku XVI wieku część budników, przed fasadami swoich kramów, wymurowała ganki wsparte na kolumienkach. Rada miejska, kierując się względami estetycznymi i bezpieczeństwa, poparła ten pomysł i wydała w 1534 roku generalne przyzwolenie na budowę ganków, zwanych dziś podcieniami, a korzystającym z przywileju zagwarantowała ulgi podatkowe. Rok później, u wylotu różanego targu, wybudowano kamienny pręgierz do wykonywania publicznej kary chłosty. Nie wiadomo jednak, czy wcześniej na tym miejscu znajdował się jego drewniany odpowiednik. W XVI wieku na rynku znajdowały się cztery studnie publiczne (po jednej w każdym z narożników) i dwie prywatne. Fundatorem pierwszej z nich, umiejscowionej w 1554 roku u wylotu ulicy Woźnej, był Jan Grodzicki. Druga powstała w 1570 roku przed fasadą kamienicy nr 83 jako własność Jana Tauta.
Kolejny pożar z 1536 roku strawił większość jatek i bud bloku środkowego oraz poważnie uszkodził wieżę ratuszową. Rozległe zniszczenia zaowocowały w późniejszych latach wprowadzeniem wśród zniszczonych budynków stylu renesansowego, najczęściej wg projektów Jana Baptysty Quadro. W latach 1550–1560 dokonano przebudowy Ratusza, a w 1563 – Wagi.
Pożar doprowadził również do licznych zmian w strukturze zabudowy śródrynkowej, a z czasem jej wyższe kondygnacje zaczęły coraz częściej przejmować funkcje mieszkalne, zatracając tym samym pierwotną, handlową funkcję bloku. Członkowie cechu budników podpiwniczyli wówczas i wybudowali nad swoimi budami wyższe kondygnacje mieszkalne. Parcela cechu szewców mimo przyzwolenia na budowę kramów pozostawała wówczas pusta. W efekcie władze miasta chciały odebrać ją szewcom w 1539 roku. Ci jednak wnieśli prośbę o utrzymanie własności i w wyniku arbitrażu przyznano im ponownie parcelę wraz ze znajdującym się w jej północnej części domem (obecnie Dom Bractwa Szewskiego, Stary Rynek 27). Teren pomniejszono jednak o, znajdujący się w południowej jego części, Dom Pisarza Miejskiego, wybudowany kilka lat wcześniej oraz piwnice tego domu pod opuszczoną częścią parceli. Innym warunkiem odzyskania tego terenu przez szewców było zobowiązanie się do utrzymania jego ciągów komunikacyjnych. W tym celu utworzono publiczne przejście w kamienicy północnej i zachowano ścieżkę poprzeczną ciągnącą się wskroś całego bloku. Prawdopodobnie w tym samym lub następnym roku przystąpiono do budowy murowanego budynku jatek szewskich. Nie wiadomo czy został on wyposażony w wyższe piętra mieszkalne, a wewnętrzne stoiska ciągnęły się wzdłuż dłuższych ścian budynku i po obu stronach przejścia przeznaczonego dla kupujących. Na poszczególnych jatkach prowadzono sprzedaż obuwia, prawdopodobnie również jego naprawę.
Na początku XVI wieku, wybudowane w 1386 roku, sukiennice popadły w stan nieużytkowanej ruiny, w efekcie czego Zygmunt Stary nadał w 1535 Poznaniowi przywilej budowy nowego gmachu, który zrealizowano najprawdopodobniej jeszcze w tym samym roku. W 1563 doszło do przebudowy budynku pod kierownictwem Jana Baptysty Quadro. Nadano wówczas budynkowi cechy renesansowe i prawdopodobnie rozbudowano. Sukiennice stanowiły długą, podpiwniczoną halę ze sklepieniem klasztornym i podcieniem wspartym na kolumnach wzdłuż dłuższych elewacji. 26 kramów sukiennych umiejscowiono wzdłuż ścian, a wnętrze budynku przecięto przejściem poprzecznym zamkniętym z obu stron bramkami. W 1569 roku, w południowej części budynku powstały schody prowadzące na wyższe kondygnacje mieszczące magazyny sukienników i mieszkania.
Istniejące na dawnych parcelach krojowników sukna i piekarzy postrzygalnia i jatki chlebowe, z czasem zostały przeniesione w pobliże wagi miejskiej. Postrzygalnię usytuowano po jej zachodniej stronie i wysunięto przed linię jatek rzeźniczych. Był to jedyny obiekt przemysłowy w śródzabudowie poznańskiego rynku. W XVI wieku stanowił go mały, murowany budynek wyposażony w mieszkanie postrzygacza i piwnicę. Padł on ofiarą pożaru z 1536 roku i został odbudowany przez Jana Baptystę Quadro w 1563 roku. Natomiast murowany budynek jatek chlebowych umiejscowiono prawdopodobnie pomiędzy wagą, a jatkami rzeźniczymi, na garncarskim targu. Na ich dawnym miejscu powstał budynek smatruzu. Pełnił on podwójną funkcję: handlowano tam płótnem i magazynowano zboże i owoce, co może świadczyć o istnieniu jego kilku kondygnacji. Doczekał się on również swojej przebudowy w 1563 roku wg projektu Jana Baptysty Quadro. Wojska szwedzkie lub brandenburskie stacjonujące w latach 1655–57 w Poznaniu, potrzebując miejsca na znaczne ilości broni i sprzętu wojennego, doprowadziły do wprowadzenia na rynku nowej instytucji – arsenału, który umieszczono w dawnym budynku smatruzu.
Jedne z najstarszych budynków na rynku – jatki rzeźnickie, znajdujące się w zachodniej części bloku śródrynkowego, w 1535 otrzymały przywilej Zygmunta Starego na ich wymurowanie ze względów przeciwpożarowych. Mimo to jatki, jeszcze w swej drewnianej postaci, przetrwały pożar miasta z 1536 roku. Rok później rozpoczęto budowę murowanego budynku, podzielonego na dwie hale przekryte oddzielnymi dachami i mieszczącego łącznie 36 jatek. Odbudowane jatki rzeźnicze były jedynym parterowym budynkiem śródzabudowy po pożarze w 1536 roku i przetrwały one, choć w zmienionej postaci, aż do 1939 roku.
Oprócz zwartego bloku zabudowań handlowych na rynku poznańskim do XVIII wieku istniały liczne budy rozrzucone po całym placu. Część z nich była drewniana, część murowana na fundamentach, a ich ilość zmieniała się w zależności od zbliżających się jarmarków. W XVI wieku zaczęto budy jednobranżowe grupować razem. W ten sposób powstały budki maślane lub ratuszne, usytuowane przy północnej ścianie ratusza. Handlowano na nich nabiałem i warzywami. Wyjątkowo zdarzały się również produkty takie jak mydło, nici, a w 1625 roku nawet proch strzelniczy. Budę kotlarza i z wyrobami żelaznymi ulokowano przy wejściu do ratusza. W 1583 roku cech czapników wzniósł 17 drewnianych bud naprzeciw kamienicy nr 77, obok jatek rzeźniczych. Cech kuśnierzy zajmował miejsce pomiędzy ulicą Świętosławską a Wrocławską, a kramy jedwabne ulokowano w części środkowej rynku – między sukiennicami, a smatruzem. Swoich własnych bud nie posiadały, natomiast, kwiaciarki z różanego rynku, garbarze w pobliżu jatek rzeźniczych i rybacy na rynku rybnym. Najprawdopodobniej korzystali oni wyłącznie z prostej infrastruktury targowej, takiej jak stoły czy stragany.
Innym, ważnym dla architektury Starego Rynku, wydarzeniem była I wojna polsko-szwedzka w latach 1558–68, po której zniszczone budynki odbudowywano w stylu barokowym. Wtedy też pojawił się podział pięter kamienic patrycjuszowskich na trzy trakty. W środkowym, ciemnym trakcie pierwszego piętra umiejscowiono kuchnię, izba wielka zaś, przejęła od wielkiej sieni funkcje reprezentacyjne. Tylny dom wychodzący na uliczkę mieścił na parterze sień przejazdową lub dwa pomieszczenia, z czego jedno prowadziło na podwórze. Pierwotnie budynek gospodarczy, wraz ze wzrostem liczby ludności miasta w czasach nowożytnych, przekształcił się w mieszkalną oficynę.
W 1613 roku, wg projektu Krzysztofa Redella odnowiono studzienki znajdujące się w narożach rynku. Pośrodku ośmiobocznych dębowych cembrowin, pomalowanych tak, by imitowały kamień, umiejscowiono słupy zwieńczone drewnianymi i polichromowanymi rzeźbami przedstawiającymi rzymskie bóstwa. Byli to, idąc od naroża północno-wschodniego zgodnie z ruchem wskazówek zegara: Jowisz, Apollo, Neptun i Mars. W XVII wieku rzeźba Jowisza uległa zniszczeniu. Zastąpiono ją wówczas podobizną Herkulesa. Ze względu na zły stan techniczny tej studni, w 1766 roku wybudowano nową wg projektu Augustyna Shöpsa. Cembrowinę przesunięto nieco bliżej fasady ratusza i wykonano rzeźbę „Porwanie Prozerpiny przez Plutona” z polichromowanego piaskowca.
Gdy w 1655 roku Szwedzi zajęli Poznań rynek został zawalony gruzami, a przyrynkowe kamienice zamieniono na szwedzkie więzienia. W wyniku zarazy w 1709 roku większość mieszkańców kamienic zmarła, a te stały puste i niszczały. Powstałe wówczas zniszczenia oraz te wynikłe z powodzi w 1736 roku doprowadziły do konieczności odbudowy części kamienic i wykonania nowych fasad wielu z nich, szczególnie że w 1728 roku 13 z 65 przyrynkowych kamienic nadal nie zostało wyremontowanych po zniszczeniach wywołanych przez potop szwedzki. Te zrekonstruowane wcześniej należały przede wszystkim do szlachty i duchowieństwa. Ze spisu ludności przeprowadzonego w 1779 roku wynika, że w ciągu 50 lat nastąpiła prawie całkowita wymiana właścicieli kamienic. Zaledwie trójka z nich zachowała swój dom. Co trzeci dom należał wówczas do szlachty, a większość mieszkańców stanowili kupcy, wypierający sukcesywnie stan mieszczański. W 1792 roku żaden z otaczających rynek budynków nie należał już do duchowieństwa, a proporcja właścicieli szlacheckich i mieszczańskich wynosiła 19:44. Pod koniec XVIII wieku na rynku pojawili się tzw. Wegrzyni, czyli kupcy greccy handlujący winem. Tym samym zmieniał się również model kamienicy przyrynkowej, która coraz rzadziej funkcjonowała jako dom rodzinny. Taką rolę zachowały jedynie budynki znajdujące się naprzeciw ratusza.
Działalność, utworzonych po II wojnie północnej, w 1779 roku, komisji dobrego porządku doprowadziła do wprowadzenia w zabudowie rynkowej stylu klasycystycznego. Jeden z jej przewodniczących – Kazimierz Raczyński pod koniec XVIII wieku odbudował Zamek Królewski oraz nadał, wybudowanemu pół wieku wcześniej w zachodniej części bloku śródrynkowego, odwachowi jego obecną formę. W tym czasie, pod numerami 78 i 91, wzniesiono kolejno pałace Działyńskich i Mielżyńskich. W XVIII wieku, za sprawą jej wielofunkcyjności, Wagę Miejską zaczęto nazywać Starym Ratuszem. Pełniła ona wówczas rolę składu towarów, wagi, ratusza oraz mieszkania. W XVII i 1. połowie XVIII wieku fasady kamienic wyposażone były w pilastry i pozbawione dekoracji – tynkowano je na gładko. Elementy ozdobne znajdowały się wyłącznie w ich szczytach. Sytuacja ta zaczęła zmieniać się u schyłku XVIII wieku, kiedy to coraz popularniejsze stawały się bogate zdobienia fasad rzeźbą, złoceniami i polichromiami. Wtedy też wprowadzono numerację adresową kamienic, która przetrwała do dziś. Wcześniej kamienice nazywano od nazwiska właściciela, rzadziej godła.

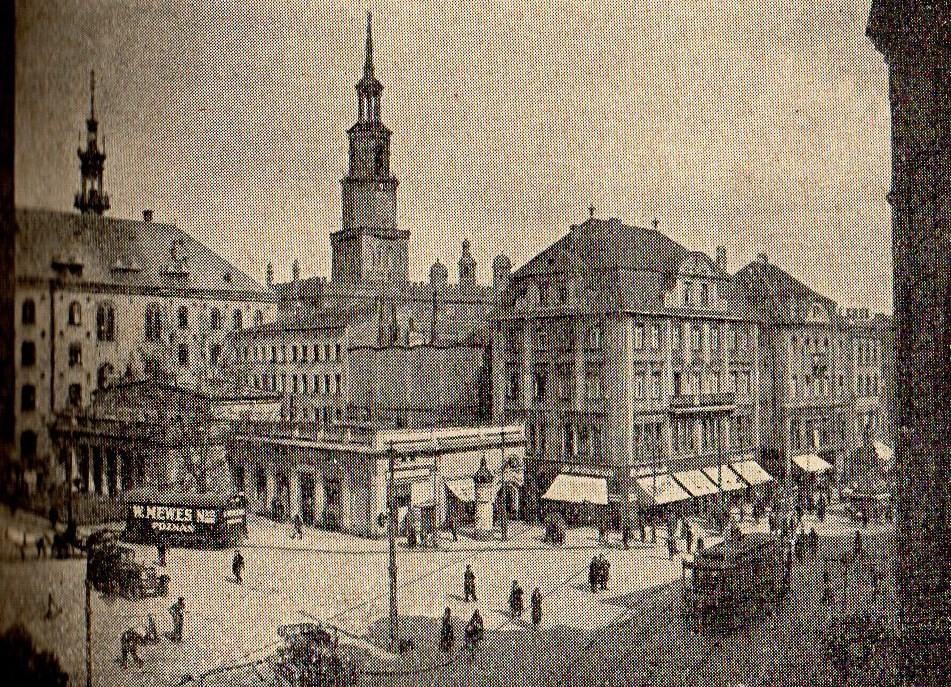
Fotografia Starego Rynku z 1929 r. W tle widoczny Nowy Ratusz, na pierwszym planie dwie pięciokondygnacyjne kamienice czynszowe u wylotu uliczki Jana Baptysty Quadro

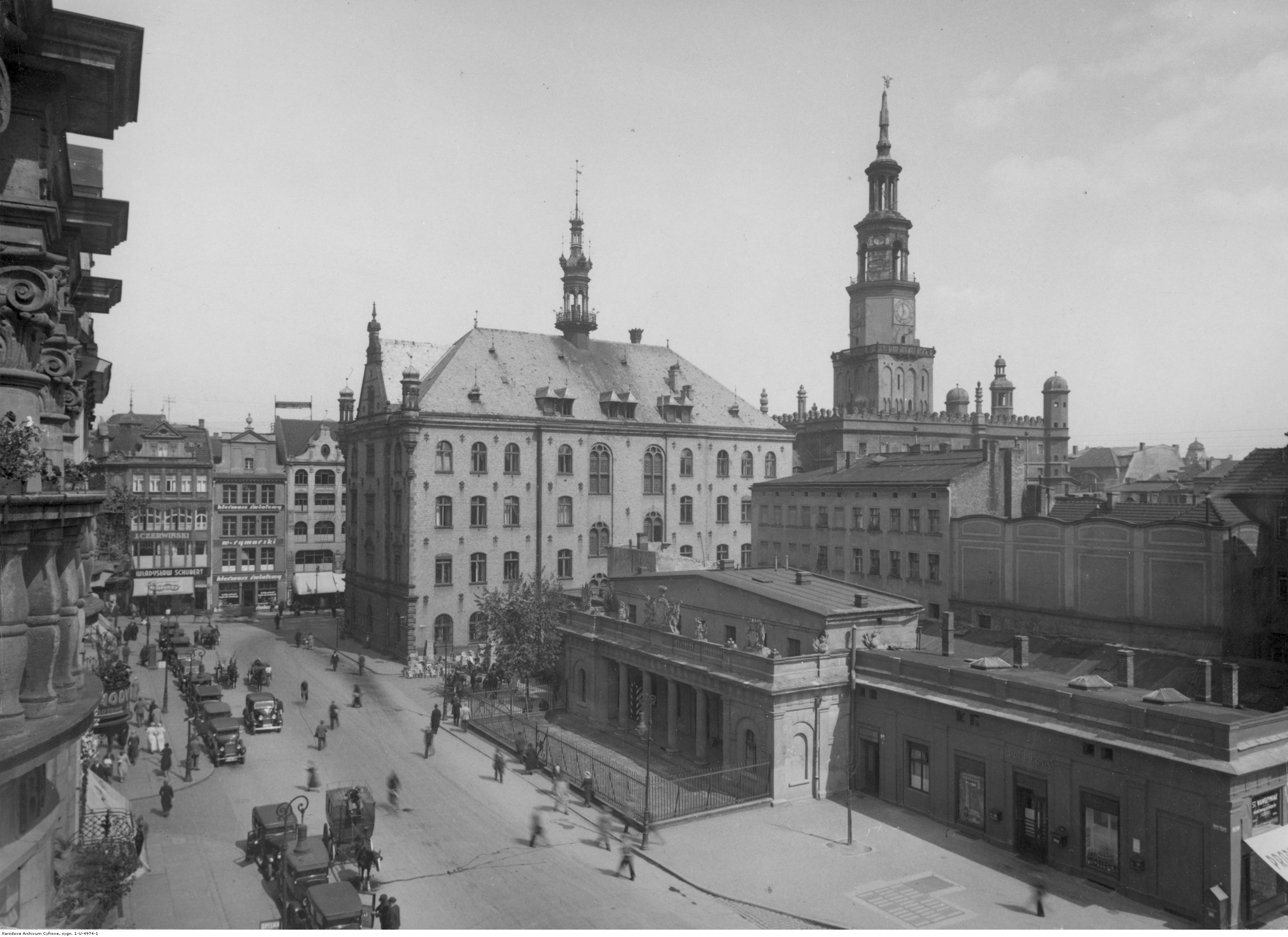
Fotografia Starego Rynku z 1934 r. przedstawiająca gmach Odwachu i Nowy Ratusz

### Okres zaborów i dwudziestolecia międzywojennego
Zabór pruski odcisnął ogromne piętno na architekturze Starego Rynku. Już na początku XIX wieku rozpoczęto proces germanizacji, mający na celu całkowitą zmianę pierwotnego charakteru i układu zabudowy. Rozpoczęto podwyższanie kamienic do czterech kondygnacji, co w naturalny sposób doprowadziło do zmian elewacji, przykrywanych coraz częściej nieestetycznymi jarmarcznymi reklamami. W 1871 roku wszystkie partery Starego Rynku i pobliskich ulic przekształcono na cele handlowe. Poważniejsze zmiany nastąpiły jednak po 1888 roku, kiedy to dokonywano coraz to liczniejszych komasacji parcel, budując na nich cztero- bądź pięciokondygnacyjne obiekty z płaskimi dachami, zupełnie nie przystające do reszty otaczających je domów. Kilka z nich pojawiło się również na Starym Rynku. W tym czasie zmodernizowano również sporą liczbę kamienic usuwając dawne elementy dekoracyjne (portale, obramienia okien, płaskorzeźby, polichromie), umieszczając na ich miejscach liczne wykusze i balkony. W trakcie zmian elewacji często usuwano frontowe ściany parterów i pierwszych pięter, zastępując je dużymi, szklanymi witrynami wystawowymi. Proces germanizacji symbolicznie zwieńczono budową Nowego Ratusza wzniesionego w latach 1891–1894 na miejscu rozebranej Wagi.
W XIX wieku studzienki znajdujące się na rynku pełniły funkcję miejsca schadzek, a najpopularniejszą wśród nich była fontanna Apolla. Gwar cichł dopiero o godzinie 21, wraz ze zmianą warty przy odwachu. Studnie zlikwidowano po 1866 roku, kiedy to wprowadzono nowoczesną sieć wodociągową. Jedyną ocalałą była ta z rzeźbą Prozerpiny. Przetrwała ona również, w prawie nienaruszonym stanie, II wojnę światową. W 1815 roku polski orzeł znajdujący się na fasadzie ratusza został wymieniony na jego pruski odpowiednik. Wtedy też rynek zaczął tracić swoje znaczenie na rzecz Placu Wilhelmowskiego (ob. Plac wolności), uznawanego wówczas za najbardziej reprezentacyjne miejsce miasta. W 1838 roku wyburzono przyrynkową kamienicę nr 69. Otworzyła ona nowe przejście między Placem Wilhelmowskim a Starym Rynkiem, łącząc tym samym bezpośrednio wschodnią i zachodnią część miasta. Z tego powodu nazwano ją ulicą Nową (ob. ulica Paderewskiego). W 1856 roku na płycie rynkowej i pobliskich uliczkach pojawiło się oświetlenie gazowe. W efekcie zniszczeń wywołanych przez powódź w 1888 roku zainstalowany został nowy system kanalizacyjny placu, a w latach 1892–94 dokonano sukcesywnej wymiany jego bruku.
W 1. połowie XIX wieku szlachta zaczęła opuszczać rynek, przenosząc się do dworów położonych za miastem. Ich miejsce w przyrynkowych kamienicach przejęli, dominujący wówczas w środowisku kupieckim, Żydzi, tak że już w połowie XIX wieku stanowili oni połowę mieszkańców rynku. Polacy stanowili natomiast mniej niż jedną czwartą. W ciągu 80 lat, od poprzedniego spisu ludności, doszło do całkowitej wymiany właścicieli kamienic. Jedynym wyjątkiem był ród Działyńskich – właściciel pałacu pod numerem 78. Połowa XIX wieku to również punkt kulminacyjny przemian charakteru budynków otaczających rynek, które z domów rodzinnych przekształciły się w kamienice lokatorskie, mieszczące od 7 do 9 rodzin. Skutkiem tych działań były prawdopodobnie poważne przebudowy wewnętrznych ciągów komunikacyjnych kamienic, a co za tym idzie – ich wnętrz. W mieszkaniach pojawiły się również pierwsze firmy handlowe nienależące do właścicieli mieszczących je kamienic.
Ze względu na jego centralne położenie, przez rynek przebiegła pierwsza w Poznaniu linia tramwaju konnego uruchomiona 31 lipca 1880 roku. Przystanek zlokalizowano przy figurze św. Jana Nepomucena. Służył on również jako miejsce przeprzęgania koni w połowie trasy z dworca na Ostrów Tumski. Czasem, przy większym obciążeniu, do tramwaju jadącego w kierunku dworca stromą ulicą Nową, doprzęgano trzeciego konia. W 1896 i 1897 roku utworzono dwie nowe linie, co wymusiło powstanie drugiego przystanku na rynku. Zlokalizowano go przed wejściem do ratusza. W 1898 roku, gdy przez plac przebiegało już 5 linii tramwajowych, dokonano wymiany infrastruktury na elektryczną. Stary Rynek stał się wówczas centralnym punktem komunikacyjnym miasta. 3 listopada 1912 roku doszło do wypadku, w wyniku którego życie straciły dwie osoby. W znajdującym się na skrzyżowaniu ulic 27 Grudnia i Ratajczaka tramwaju, zepsuły się hamulce. Tabor zaczął powoli staczać się w kierunku wschodnim i nabierając prędkości na ul. Paderewskiego, wpadł na rynek zabijając dwie osoby i raniąc kilkanaście innych.
W latach 90. XIX wieku w północnej przybudówce odwachu mieściła się remiza strażacka, a do 1905 roku do ściany północnej i południowo-zachodniego narożnika ratusza przylegały parterowe budynki handlowe. W 1893 roku mieściło się w nich 8 sklepów, głównie odzieżowych. W 2. połowie XIX wieku rola dorocznych jarmarków organizowanych na rynku malała, w wyniku czego w 1893 roku zlikwidowano trzy z nich, utrzymując jedynie jarmark świąteczny. Odbywał się on do 1914 roku, kiedy to samochody wojskowe zabrały całe miejsce na placu. Z czasem rolę jarmarków przejęły domy handlowe lokalizowane na rynku i w jego okolicach. Często ich budowa wymuszała łączenie wnętrz kilku, sąsiadujących z sobą, kamienic. Pierwszy z nich został otworzony w 1901 roku, w kamienicy nr 100, przez Rudolfa Petersdorfa, a w latach 1905–1911 otwarto kolejne 9 z nich. Z obawy przed zniekształceniem wyglądu pierzei przyrynkowych, w 1903 roku w życie weszła ustawa budowlana zakazująca budowy gzymsu wieńczącego wyżej niż na poziomie 17,5 m. Jedynym wyjątkiem był, wzniesiony dwa lata wcześniej, dom handlowy Petrsdorfa. W 1908 roku, w południowej części bloku sródrynkowego, u wylotu uliczki Jana Baptysty Quadro, wzniesiono dwie pięciokondygnacyjne kamienice czynszowe, a w latach 20. XX wieku uliczki zabudowy wewnętrznej przekryto szklanym zadaszeniem.
Na początku XX wieku, gdy większość poznańskich Żydów przeniosła się do Berlina lub Wrocławia, liczba mieszkańców kamienic przyrynkowych nieco zmalała z 1612 osób w 1905 roku do 1347 pięć lat później. Od lat 90. XIX wieku do wybuchu I wojny światowej mieszkańcy rynku podzieleni byli na dwie grupy. Przedstawiciele profesji o niewielkich dochodach, tacy jak rzemieślnicy, drobni kupcy, rzeźnicy, służące czy praczki zamieszkiwali rejon bloku śródrynkowego, natomiast domy wokół rynku zajmowały bogate rodziny kupieckie, najczęściej z branży tekstylnej, odzieżowej i futrzarskiej. Charakterystyczną dla mieszkańców pierzei wschodniej specjalizacją było meblarstwo. Coraz częstsze stało się również osiedlanie się na rynku lekarzy i adwokatów. Odsetek Żydów wzrósł ponownie tuż przed I wojną światową do około 1500 osób. Po odzyskaniu przez Polskę niepodległości w 1918 roku większość Żydów i Niemców zamieszkujących dotychczas rynek, wyprowadziło się z Poznania, ustępując miejsca napływającej z Galicji inteligencji. Ze spisu ludności z 1923 roku wynika, że liczba lokatorów, w porównaniu ze stanem tuż sprzed I wojny światowej, wzrosła dwukrotnie. Zwiększyła się również liczba wynajmujących samodzielnie przyrynkowe domy kobiet i robotników, którzy wyparli z rynku warsztaty rzemieślnicze i większość handlarzy.
Pierwszych planów uporządkowania zabudowy podjął się pod koniec 1936 roku Zbigniew Zieliński. Powstał wówczas projekt uregulowania komunikacji oraz modernizacji zespołu domków budniczych. Projekt przebudowy kamienic zewnętrznych powstał dwa lata później. Planowano również usunięcie wszystkich szpecących reklam i napisów, ograniczenie ruchu kołowego na płycie rynku oraz uprzywilejowanie ruchu pieszego poprzez poszerzenie chodników. Żaden z powyższych projektów nie doczekał się jednak swojej realizacji, a w tak zniekształconej postaci, w której jedynie Ratusz zachował swą pierwotną formę i funkcję, zabudowa Starego Rynku uległa zniszczeniu w trakcie II wojny światowej.

### Powojenne zniszczenia i odbudowa
Wkroczenie wojsk niemieckich do Poznania nie odcisnęło większego piętna w zabudowie starorynkowej. Większe zmiany planowano natomiast przeprowadzić w procesie germanizacji. W celu zacierania śladów polskości i nadania miastu niemieckiego charakteru, postanowiono o wyburzeniu całości śródzabudowy rynkowej (z wyłączeniem Ratusza, Nowego Ratusza i Odwachu) oraz dwóch bloków budynków mieszkalnych, stanowiących pierzeję południową rynku, ograniczonych ulicami Świętosławską, Gołębią i Szkolną. Działania te miały na celu zatarcie śladów ulicy Wrocławskiej oraz zmianę proporcji rynku. Na miejscu wyburzonych obiektów planowano wzniesienie nowych, dwupiętrowych, zakończonych wysokimi ceramicznymi dachami i niemieckich w swym charakterze budynków, których celem miało być zepchnięcie Ratusza na dalszy plan. Żaden z powyższych planów nie doczekał się jednak swojej realizacji.
Największe zniszczenia tkanki miejskiej nastąpiły dopiero w czasie walk o miasto zimą 1945 roku. Wówczas około 60% zabudowań Starego Rynku uległo zniszczeniu strawione przez pożary lub uszkodzone pociskami i bombami. Ze 100 budynków adresowanych na Stary Rynek przetrwało w prawie nienaruszonym stanie zaledwie 20 z nich: 5 w zabudowie wewnętrznej i 15 – zewnętrznej. Całkowitemu zniszczeniu uległ natomiast odwach oraz pałace: Działyńskich i Mielżyńskich, podobnie jak wyższe piętra ratusza wraz z wieżą – ocalały jedynie jego dwie pierwsze kondygnacje.
Potrzeba odbudowy zniszczonych zabudowań Starego Miasta po II wojnie światowej stała się okazją dla architektów miejskich do diametralnej zmiany jego funkcji. Zadecydowano wówczas o przeniesieniu, historycznie podstawowej funkcji Starego Rynku jako centrum handlowo-usługowego na wyższą terasę, przywracając mu jego funkcje mieszkalne i uzupełniając je licznymi instytucjami kultury i nauki, muzeami, galeriami oraz punktami obsługi turystów. W ten sposób plac przekształcono w reprezentacyjny salon miasta.
Jeden z projektów powojennej odbudowy bloku śródrynkowego, opracowany przez Kazimierza Ulatowskiego, przedstawiał myśl odbudowy wyłącznie Ratusza i Odwachu oraz stworzenia nowego, prostokątnego, trzykondygnacyjnego gmachu z płaskim dachem i dużym dziedzińcem, który mieściłby wszystkie siedziby agend miejskich. Pomysł ten jednak nie zyskał aprobaty konserwatorów miejskich. W 1946 roku powstał plan zabudowania rynku wg projektu Zbigniewa Zielińskiego, a rok później rysunki rekonstrukcji fasad kamienic przyrynkowych. Usunięto w nich większość XIX wiecznych nawarstwień, a więc przede wszystkim balkonów, wykuszy i dużych witryn handlowych. W 1948 rozpoczęto odbudowę wieży ratuszowej na wzór jej renesansowej formy z końca XVIII wieku. Wtedy też zatwierdzono projekt odbudowy odwachu, budynku Wagi Miejskiej oraz domków budniczych. Dwa pierwsze z nich (nr 18/19 i 24) zaczęto rekonstruować już rok później. W 1950 roku zaczęto prace nad wnętrzami ratusza, a rok później ukończono budynek odwachu. W 1952 roku inwestorem generalnym odbudowy Starego Miasta została Dyrekcja Budowy Osiedli Robotniczych, a projekty powierzono Przedsiębiorstwu Projektowania Budownictwa Miejskiego „Miastoprojekt”. Wtedy też prędkość rekonstrukcji kamienic staromiejskich znacznie wzrosła z 5–7 budynków rocznie w latach poprzednich do około 30 w 1953 roku. Zdecydowano również wtedy o symbolicznym zaznaczeniu miejsc istnienia trzech studzienek zlikwidowanych pod koniec XIX wieku oraz o całkowitej eliminacji ruchu kołowego i tramwajowego z płyty rynku pod koniec 1954 roku, tworząc tym samym główny ośrodek ruchu turystycznego miasta. W tym samym roku ukończono również rozbiórkę Nowego Ratusza i zakończono prace w starym, otwierając 22 lipca w jego wnętrzach Muzeum Historii Miasta Poznania.
Ze względu na brak, lub bardzo ubogie informacje dotyczące polichromii fasad kamienic przyrynkowych pozostawiono inwencję ich odtworzenia artystom malarzom i rzeźbiarzom. Bardzo często odwoływali się oni do tradycji poszczególnych budynków. Postanowiono również o nadaniu funkcji handlowych parterom niektórych kamienic, co nie sprawiło problemów ze względu na ich przedwojenną rolę. Większy problem pojawił się natomiast przy adaptacji mieszkań, ze względu na dawne posiadanie pojedynczych kamienic przez różnych właścicieli. W trakcie ich odbudowy, bardzo często rezygnowano również z trzeciego traktu, powiększając tym samym tylne podwórza.
W roku 1956 ukończono rekonstrukcję wszystkich kamienic otaczających rynek, rok później projekt obudowy bloku śródrynkowego, a dwa lata później rekonstrukcję Wagi. W 1960 zakończono odbudowę domków budniczych, natomiast dwa lata później, ze względu na brak przekazów ikonograficznych przedwojennej zabudowy, na miejscu dawnego arsenału i sukiennic powstały dwa nowe pawilony, pierwotnie przeznaczone na cele handlowe, jednak ze względu na ideę odbudowy kompleksu staromiejskiego ostatecznie znalazły w nich swoje siedziby salon wystawowy sztuki współczesnej oraz Wielkopolskie Muzeum Wojskowe. Ich ciężkie, żelbetowe i nieprzystające do otoczenia konstrukcje od ich powstania budziły kontrowersje.
Ostatnim etapem odbudowy było wykonanie nowej posadzki, oświetlenia i stałej iluminacji w 1965 roku. Nawierzchnia rynku w momencie wybuchu II wojny światowej była zróżnicowana w swej strukturze. W trakcie odbudowy zadecydowano o jej ujednoliceniu i wykorzystaniu kostki granitowej rzędowej przypominającej bruk, którą stosowano na rynku już pod koniec XIX wieku. Ze względu na dużą różnicę poziomów postanowiono pozostawić chodniki wzdłuż zabudowy zewnętrznej wykańczając je granitowymi płytami, mającymi również swój rodowód w końcówce XIX wieku. Zrezygnowano jednak z pozostawienia chodników wewnątrz i wokół śródzabudowy, którą otoczono kamiennymi słupkami. Teren wokół nich, początkowo przeznaczony na ruch pieszy, tymczasowo wykorzystano jako parkingi dla samochodów osobowych. Zlokalizowano je po północnej, zachodniej i południowej stronie bloku śródrynkowego, część wschodnią pozostawiając pustą ze względu na potrzeby turystów. Wzdłuż zabudowy zewnętrznej oraz wokół śródzabudowy umiejscowiono również ławki, a przedwojenne oświetlenie gazowe zastąpiono fluorescencyjnym, wymienionym później na rtęciowe. Umiejscowiono je w specjalnie zaprojektowanych latarniach, które poza oświetleniem chodników i nawierzchni rynku zapewniały również iluminację kamienic zewnętrznych. Projekt ten jednak nie uzyskał aprobaty mieszkańców, więc powrócono do form latarni gazowych. W międzyczasie zaprojektowano również iluminację świetlną ważniejszych budynków: ratusza, odwachu, podcieni domków budniczych, pałaców Mielżyńskich i Działyńskich, pręgierza, fontanny Prozerpiny, a także kamienic 50, 51, 52 pierzei wschodniej – jedynych widocznych z Placu Wolności.
W trakcie badań architektonicznych przeprowadzonych w latach 80. XX wieku scharakteryzowano sposób powojennej odbudowy Starego Rynku jako „brak szacunku wobec dobrze zachowanych reliktów z poprzednich epok”.

### Badania archeologiczne

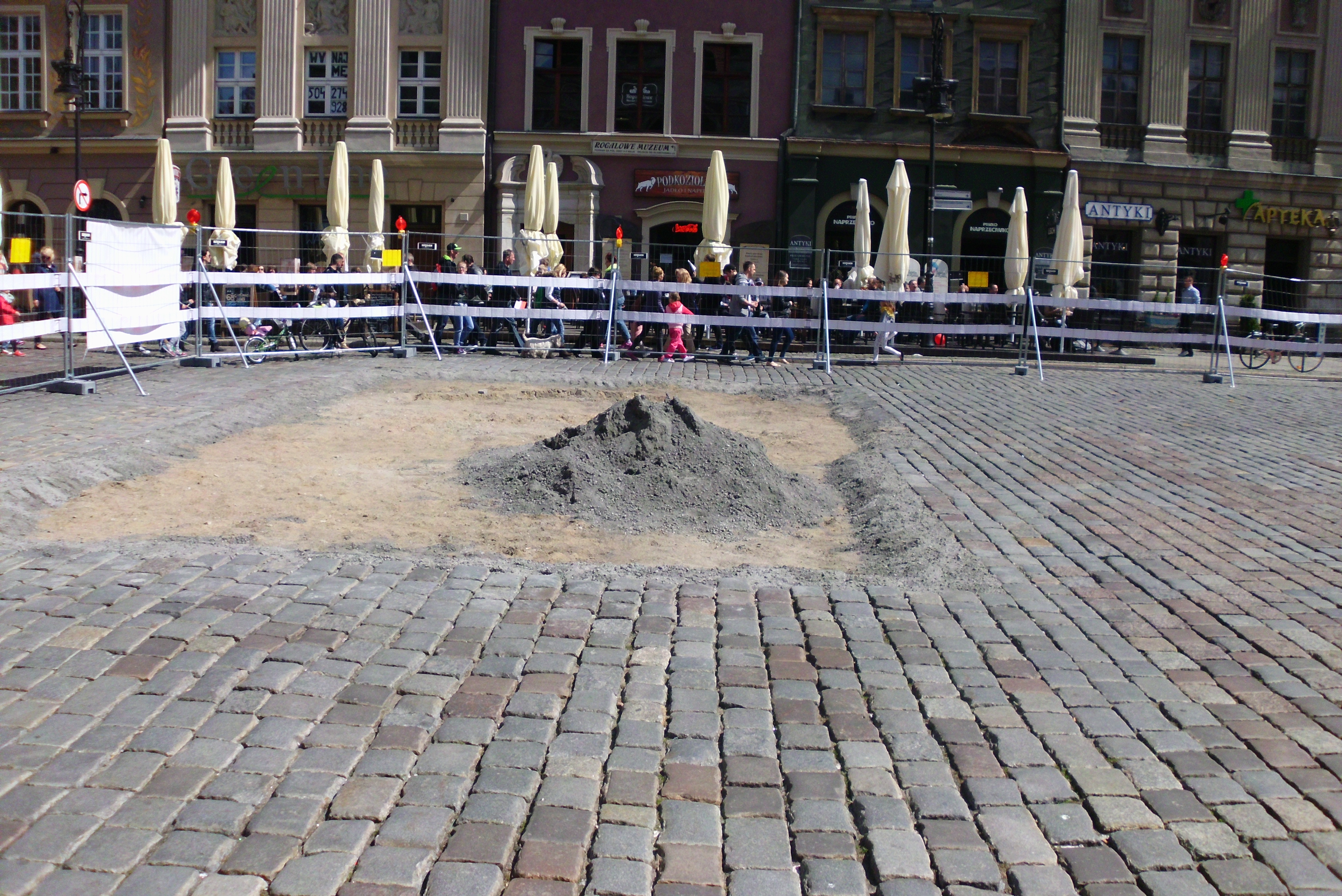
Początek prac archeologicznych przed fasadą ratusza (maj 2015)

W XVIII i XIX wieku nie dokonano żadnych ważnych odkryć archeologicznych. Pierwsze z nich miało miejsce dopiero w 1892 roku, przy okazji budowy Nowego Ratusza, kiedy to odnaleziono srebrne monety z czasów Władysława II. Następne ważne odkrycie nastąpiło prawie 40 lat później – w 1930 roku, przy okazji budowy stacji transformatorowej. Wtedy, na głębokości ok. 1,5–2 m, znaleziono sosnowe rury wodociągowe o średnicy 40 cm i 8-centymetrowych otworach. Należały one do drewnianej sieci wodociągowej ufundowanej w 1. połowie XIX wieku przez hr. Edwarda Raczyńskiego, której elementy znajdowano przy każdych następnych pracach archeologicznych na rynku.
Poważnym błędem w trakcie powojennej odbudowy w latach 1945–1967 było niewłączenie w prace budowlane archeologów z powodu pośpiechu i braku odpowiednich funduszy. Odebrało to możliwość odkrycia pozostałości średniowiecznej zabudowy pod gruzami zniszczonych budynków. Pierwsi z nich pojawili się na rynku dopiero pod koniec lat 50. XX wieku, gdy większość robót była już ukończona. Do pierwszych powojennych odkryć doszło na terenie dawnych jatek rzeźnickich i ław chlebowych w 1960 roku. Odkryto wówczas relikty drewnianej zabudowy i nawierzchni z okresu średniowiecza oraz fundamenty jatek rzeźników. 4 lata później, w wyniku przeprowadzonych, przy okazji wymiany nawierzchni rynku, badań, we wschodniej partii bloku środkowego odnaleziono ślady osadnictwa datowane od połowy XII lub przełomu XII i XIII wieku po czasy współczesne. Wśród nich znajdowały się drewniane domostwa, kramy szewskie, podcienia bud śledziowych, nawierzchnia, rurociągi oraz liczne drobne przedmioty m.in. gliniane naczynia. W 1974 roku, przy okazji montażu instalacji na imprezę „Światło i dźwięk”, Muzeum Archeologiczne w Poznaniu podjęło się prac w wykopie o długości 32,4 m i głębokości 1,2 m, biegnącego w części wschodniej rynku: od fasady ratusza do kamienicy nr 42. Odnaleziono wówczas pozostałości ziemianki z okresu kultury łużyckiej, drewnianego domostwa z 2. połowy XIII wieku, liczne bruki, chodniki, drogę moszczoną drewnem oraz XVI-wieczny rurociąg prowadzący do Fontanny Prozerpiny. W trakcie remontów przeprowadzanych przez KK PKZ w 2. połowie lat 70. w kamienicach przyrynkowych, również podejmowano się licznych, interdyscyplinarnych badań.
Jednak do największego rozkwitu prac archeologicznych w historii rynku doszło w latach 90. XX wieku za sprawą miejskiego konserwatora zabytków Witolda Gałki. W 1992 roku, w ramach przebudowy infrastruktury wodociągowej biegnącej z Grobli, ulicą Wodną, południową częścią Starego Rynku i ulicą Paderewskiego na Plac Wolności, wykonano wykop o szerokości 3 m i głębokości 2,5 m. W jego zachodniej części, u wylotu ulicy Paderewskiego, natrafiono na fragmenty XI-wiecznych naczyń powiązanych z historycznym traktem łączącym osady św. Marcina i św. Gotarda. W trakcie kapitalnego remontu Odwachu w 1999 roku odkryto 6–7 warstw pozostałości jatek rzeźniczych datowanych na okres od 2. połowy XIII do XVI wieku oraz murowane fundamenty arkadowej budowli smatruzu pochodzące z XVII wieku. Wśród nich znaleziono kilkadziesiąt, rzadko spotykanych w skarbcach, ze względu na swój niski nominał, monet oraz ponad 5 tysięcy zwierzęcych kości ze śladami rąbania i porcjowania.
W 1988 roku w okolicach wylotu ulicy Rynkowej odkryto drewniany, prawdopodobnie XVI-wieczny rurociąg prowadzący do fontanny Marsa, natomiast w trakcie przywracania na rynek Fontanny Apollina w 2002 roku, natrafiono na bardzo dobrze zachowany, XIX-wieczny rurociąg biegnący od dawnej studzienki do wylotu ulicy Wodnej. W roku 2014 w powierzchni rynku wykonano 40 pięciometrowych odwiertów, metodą stratyfikacji uzyskując poziom sprzed lokacji. W 2015 roku, tuż przed remontem nawierzchni rynku, utworzono trzy wykopy: przed fasadą ratusza, pałacu Działyńskich i u wylotu uliczki Kurzanoga.

### Rynek obecnie

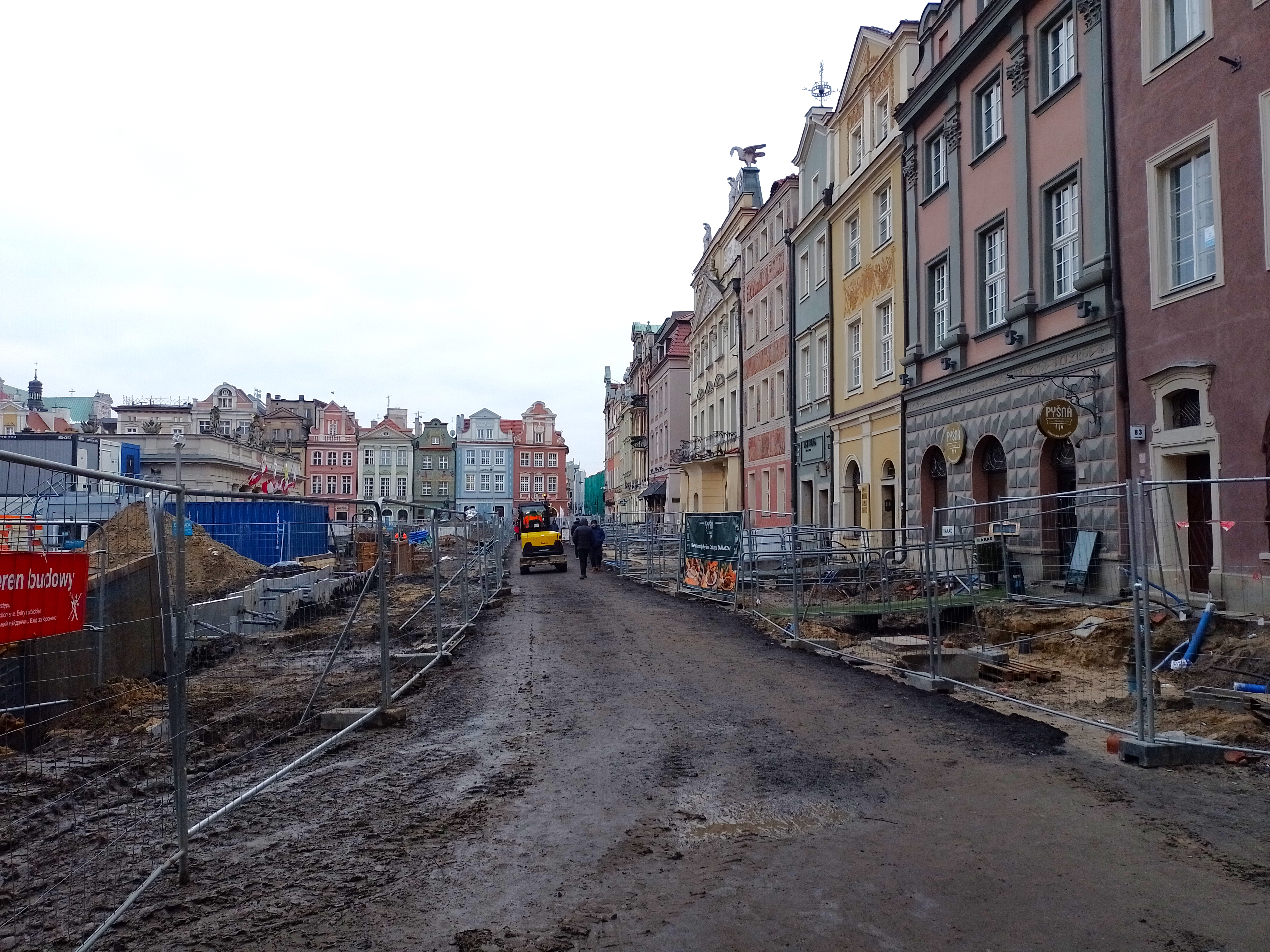
Przebudowa płyty Rynku, styczeń 2023

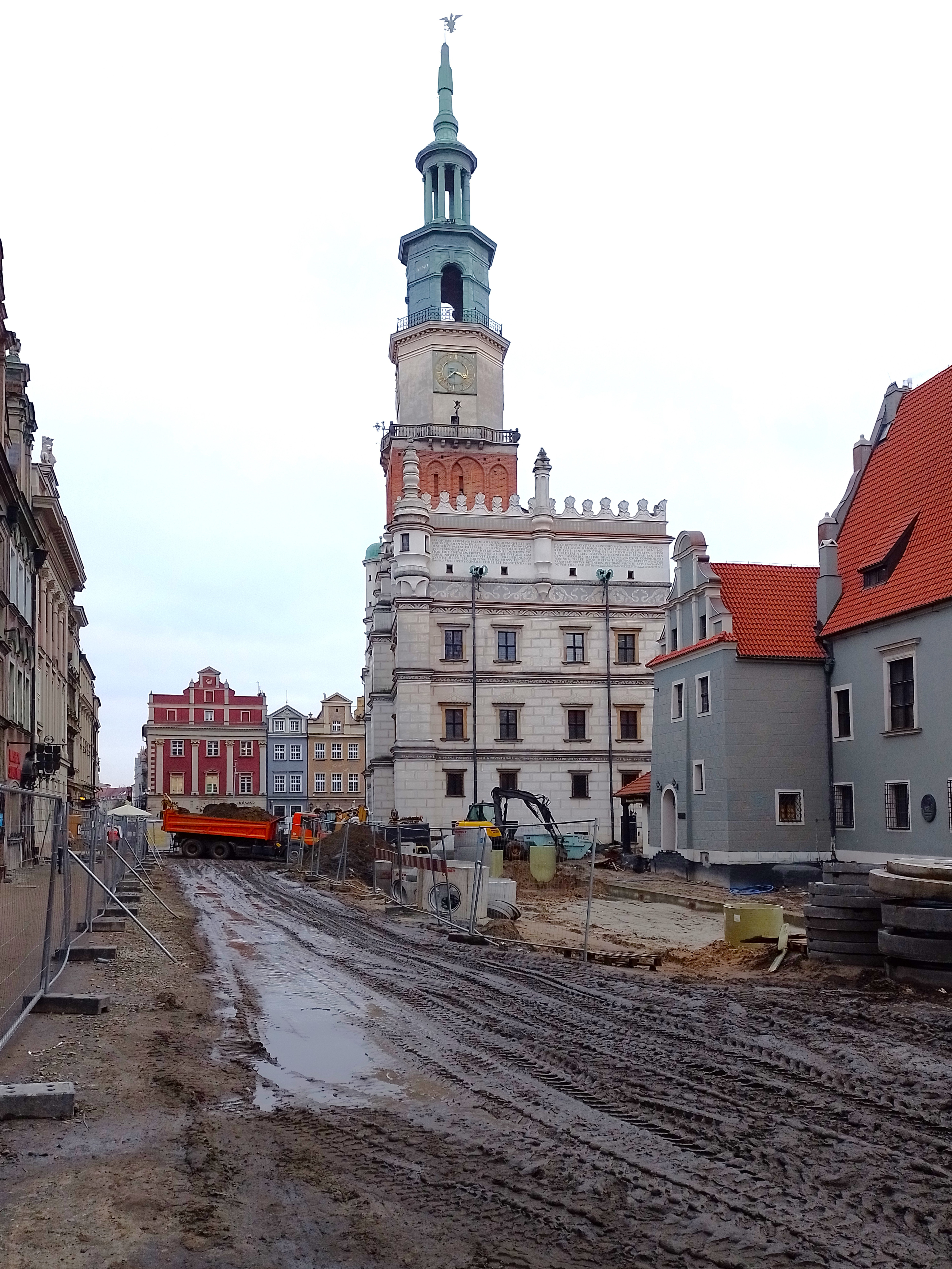
Przebudowa płyty Rynku, styczeń 2023 (w głębi Ratusz)

Rozkwit życia na Starym Rynku po II wojnie światowej nastąpił dopiero na początku lat 90. Wtedy też na placu pojawiły się pierwsze restauracyjne ogródki. Obecnie Stary Rynek jest jedną z głównych atrakcji turystycznych miasta. Ponadto, na płycie organizowane są coroczne imprezy takie jak: Jarmark Świętojański, Betlejem Poznańskie, Międzynarodowy Festiwal Rzeźby Lodowej oraz Ogólnopolski Festiwal Dobrego Smaku.
Na początku XXI wieku podjęto się odtworzenia, zlikwidowanych w końcu XIX wieku, trzech narożnych studzienek. W 2002 roku powstała, wg projektu Mariana Koniecznego, fontanna Apolla umiejscowiona na przecięciu osi fontanny Prozerpiny i figury św. Jana Nepomucena. Rok później, w południowo-zachodnim narożniku rynku, powstała fontanna Neptuna wg projektu Adama Piaska i Marcina Sobczaka, a w 2005 roku zakończono prace nad fontanną Marsa wg projektu Rafała Nowaka. Wszystkie odtworzone rzeźby wykonano z brązu, a cembrowiny wykuto w piaskowcu.
Jesienią 2010 roku w południowo-zachodnim narożniku Rynku umiejscowiono, z myślą o osobach niewidomych, jego trójwymiarową, metalową makietę w skali 1:100. Zawiera ona opisy poszczególnych budowli alfabetem Braille’a. Makieta o wymiarach 80 × 80 cm zamontowana jest na specjalnym stole. Jej autorem jest Roman Kosmala.
W 2017 roku podjęto decyzję o rewitalizacji placu, obejmującej rozbudowę małej architektury i zieleni, modyfikację nawierzchni oraz zadaszenie śródrynkowej uliczki Jana Baptysty Quadro.

## Zabudowa

### Część środkowa
- Ratusz mieszczący Muzeum Historii Miasta Poznania (Stary Rynek 1);
- Waga miejska w miejscu Nowego Ratusza (Stary Rynek 2);
- Odwach mieszczący Muzeum Powstania Wielkopolskiego 1918–1919 (Stary Rynek 3);
- Galeria Miejska Arsenał mieszcząca fotoplastykon, w miejscu dawnego arsenału, a następnie Biura Wystaw Artystycznych (Stary Rynek 6);
- Wielkopolskie Muzeum Wojskowe w miejscu dawnych sukiennic (Stary Rynek 9);
- Dom „Kurzanoga” (Stary Rynek 9/10) – wybudowany w XVI wieku, zniszczony w 1945 w 95%, odbudowany w latach 1959−1960 od poziomu piwnic[27], w latach 1986–1987 pokryty sgraffitem, następnie zakonserwowanym w 2005 roku;
- Dom Pisarza Miejskiego mieszczący Towarzystwo Miłośników Miasta Poznania (Stary Rynek 10) – wybudowany ok. 1539, wypalony w 1945 i zniszczony w 95%, odbudowany w latach 1959−1960[28] wraz z wykuszem autorstwa Zbigniewa Bednarowicza, który w latach 1986–1987 pokryto sgraffitem, następnie zakonserwowanym w 2005 roku;
- Domki budnicze / budy śledziowe (Stary Rynek 11–26);
- Dom Bractwa Szewskiego (Stary Rynek 27) – wybudowany w XV bądź XVI wieku, zniszczony w 1945 w 85%, częściowo rozebrany i odbudowany od poziomu parteru w latach 1959−1960[29];
- Dom Krojowników Sukna (Stary Rynek 28) – wybudowany w XV bądź XVI wieku, zniszczony w 1945 i odbudowany w 1960. W latach 2005–2007 odnowiono jego elewację;
- Dom Sukienników (Stary Rynek 29) – wybudowany w XV bądź XVI wieku, zniszczony w 1945 i odbudowany w 1960. W latach 2005–2007 piwnice kamienic 25–29 zostały połączone i zaadaptowane na cele gastronomiczne;
- ponadto pomiędzy śródzabudową przebiegają uliczki: Jana Baptysty Quadro, Kurzanoga, Różany Targ i Ratuszowa[22].

Dawniej, pod nieistniejącym już adresem Stary Rynek 4, jako południowa przybudówka Odwachu, istniała księgarnia i wypożyczalnia prowadzona przez Józefa i Pawła Lippmanów. W 1864 roku została przejęta przez żydowskiego księgarza Józefa Jolowicza, który otworzył w niej dodatkowo antykwariat. Rozbudował zakład i w międzyczasie wydał 164 katalogi księgarskie po polsku, francusku, niemiecku i łacińsku. Zakład prowadził do swojego wyjazdu do Berlina w 1922 roku.

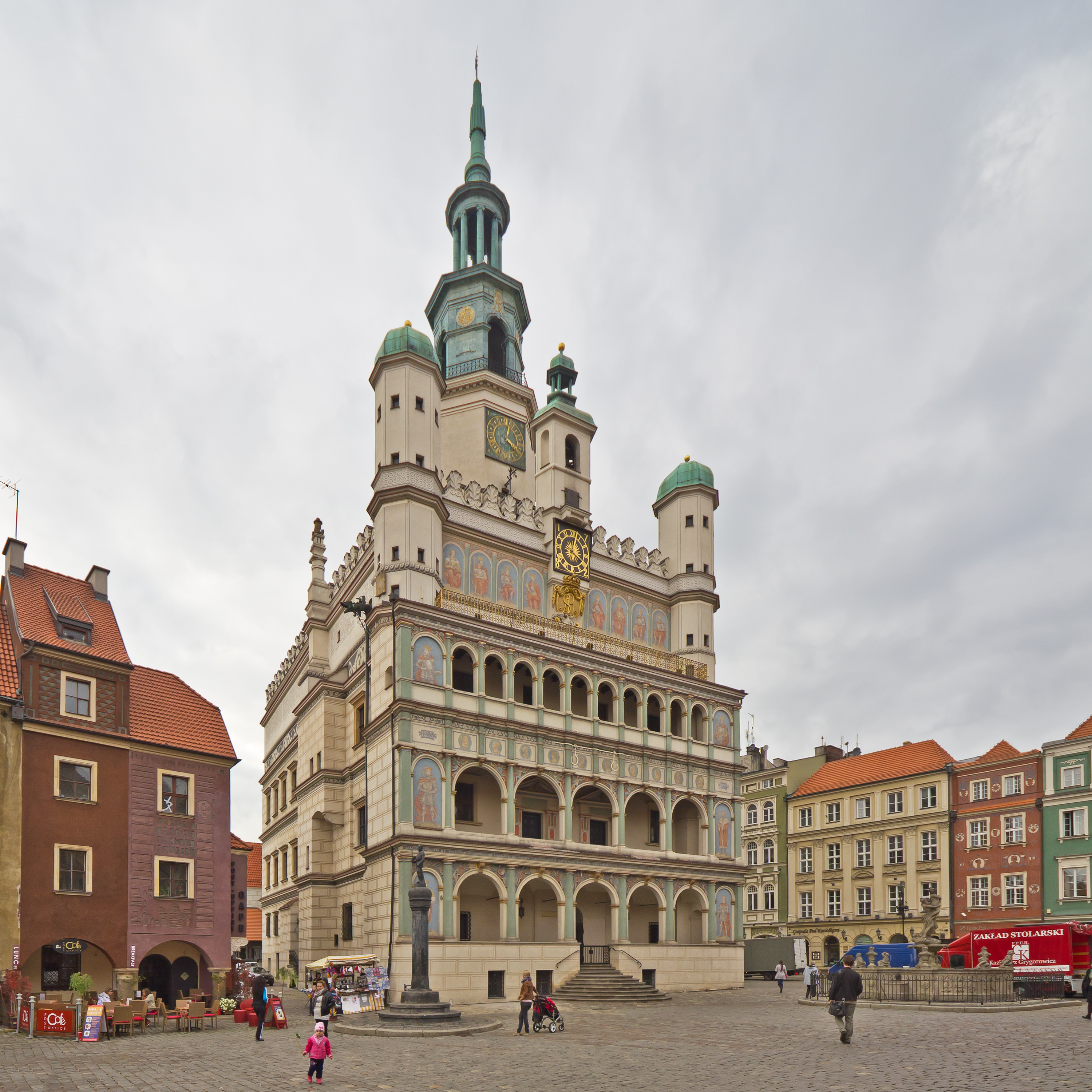
Ratusz
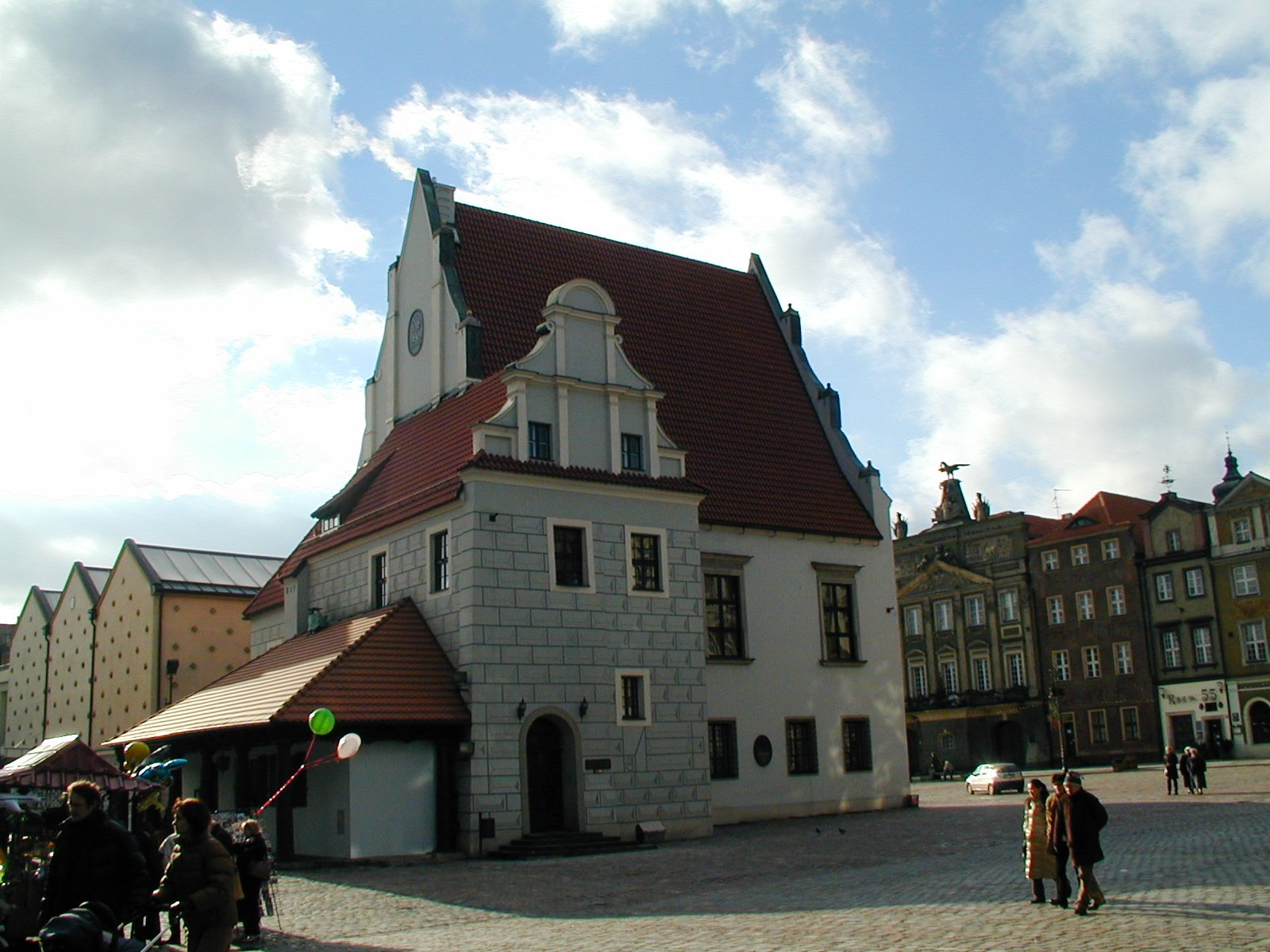
Waga miejska
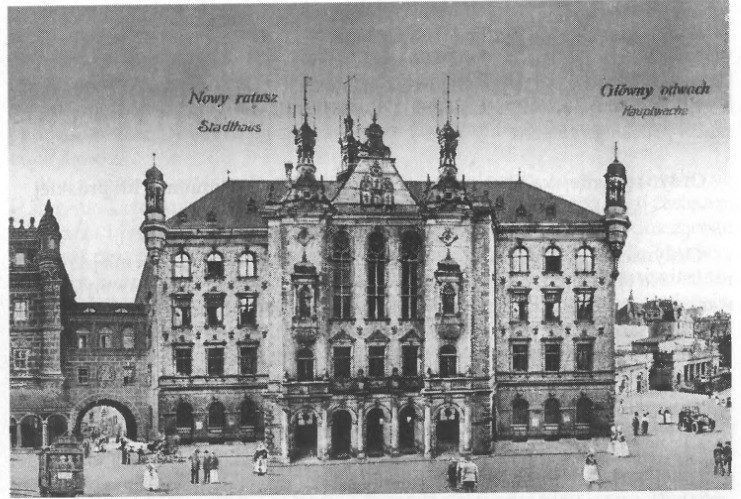
Nowy Ratusz (nieistniejący)
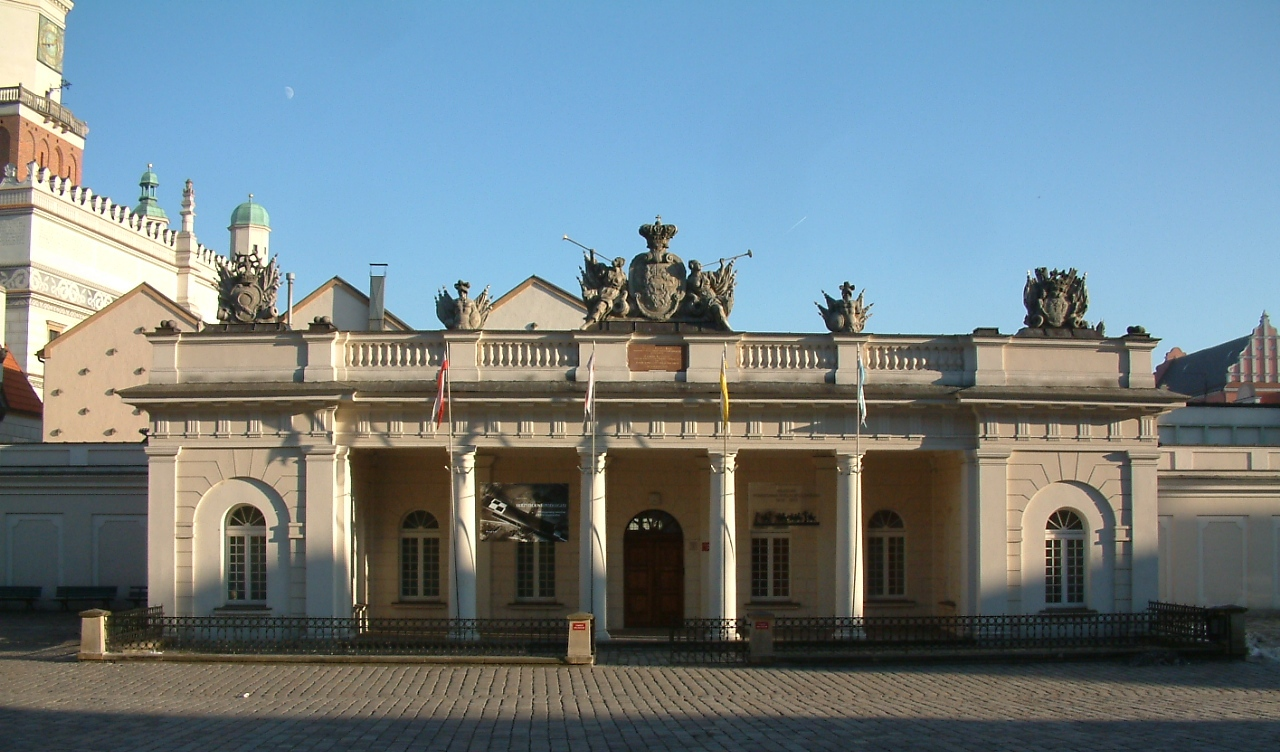
Odwach
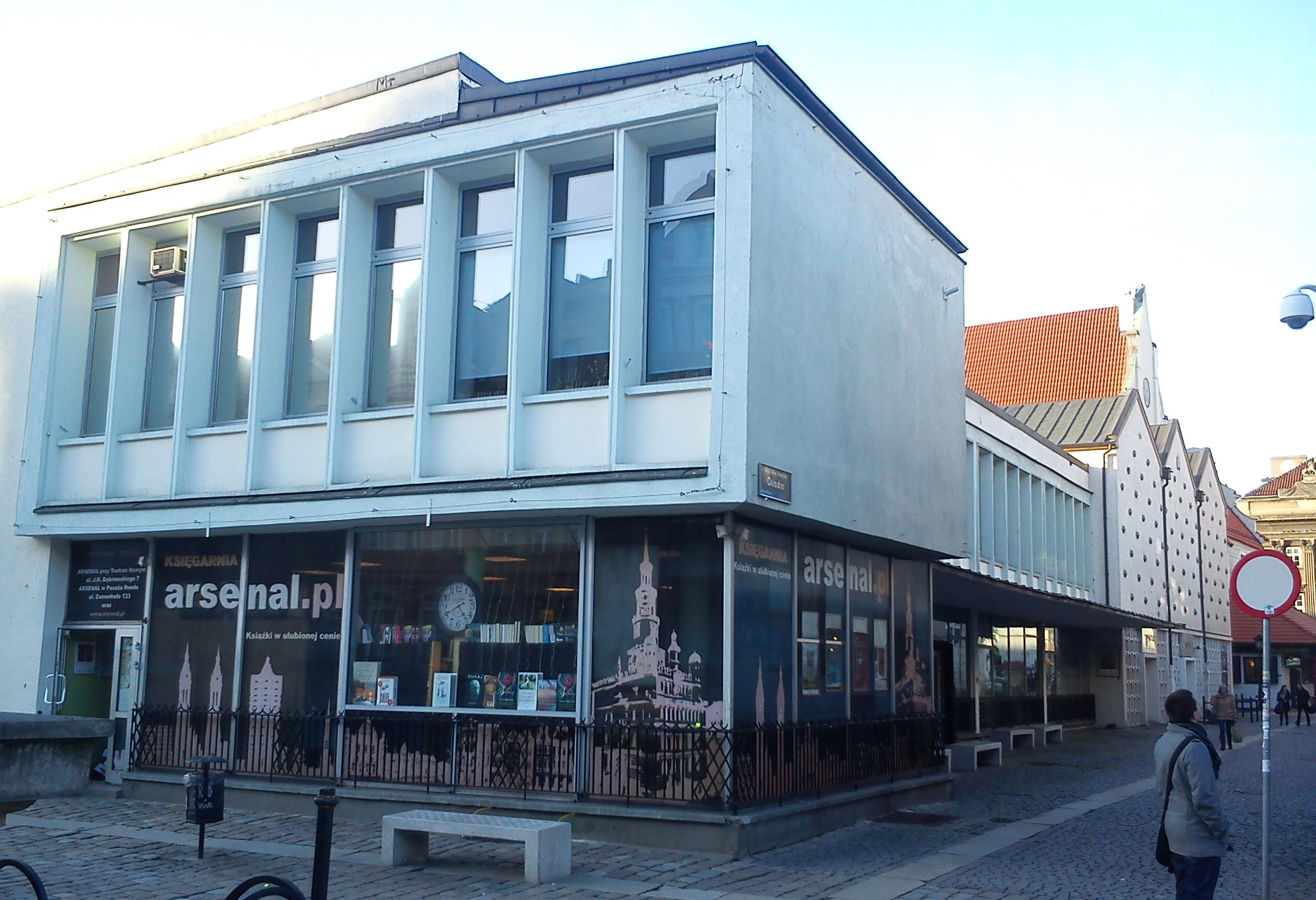
Galeria Miejska Arsenał
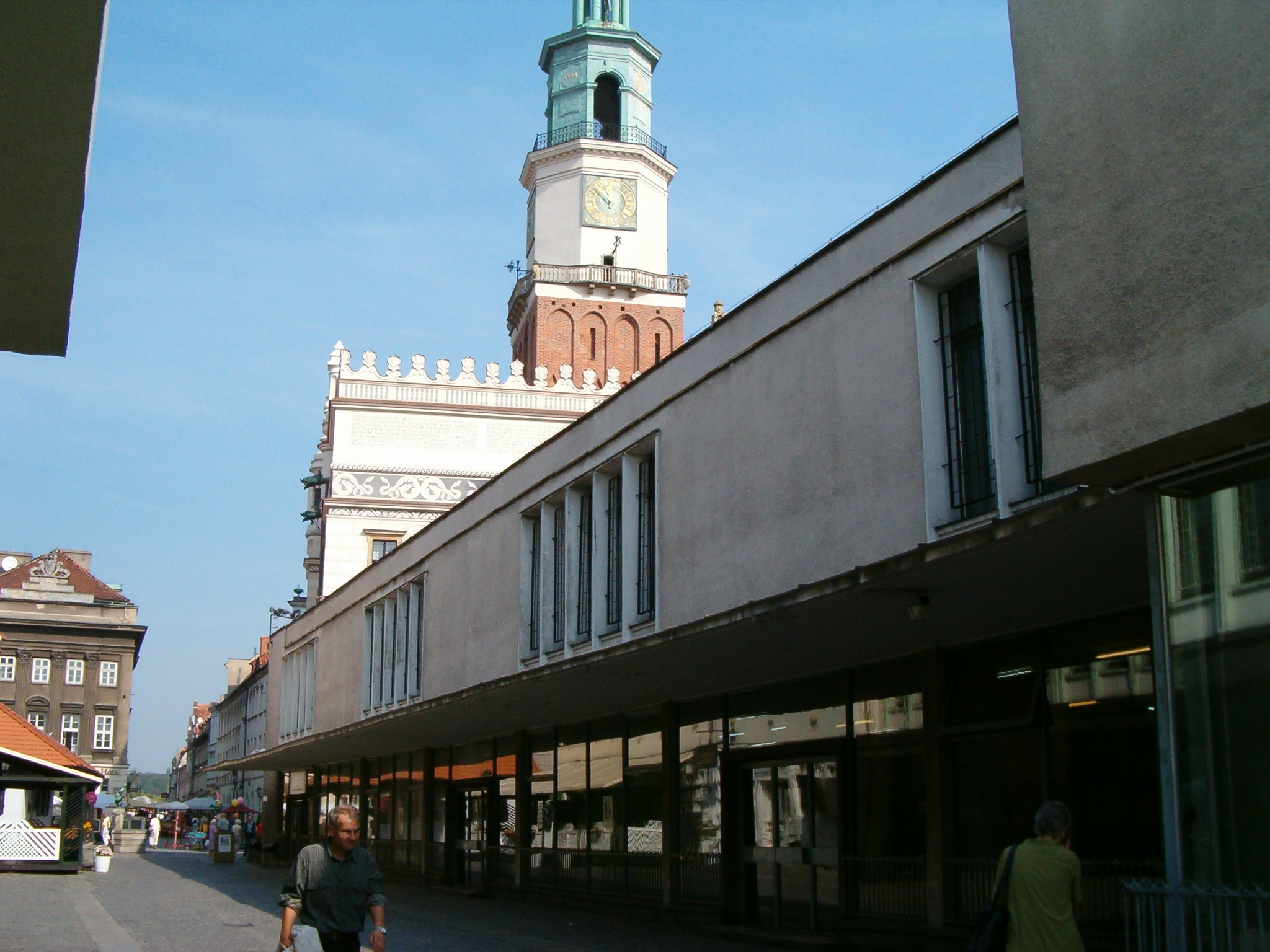
Wielkopolskie Muzeum Wojskowe
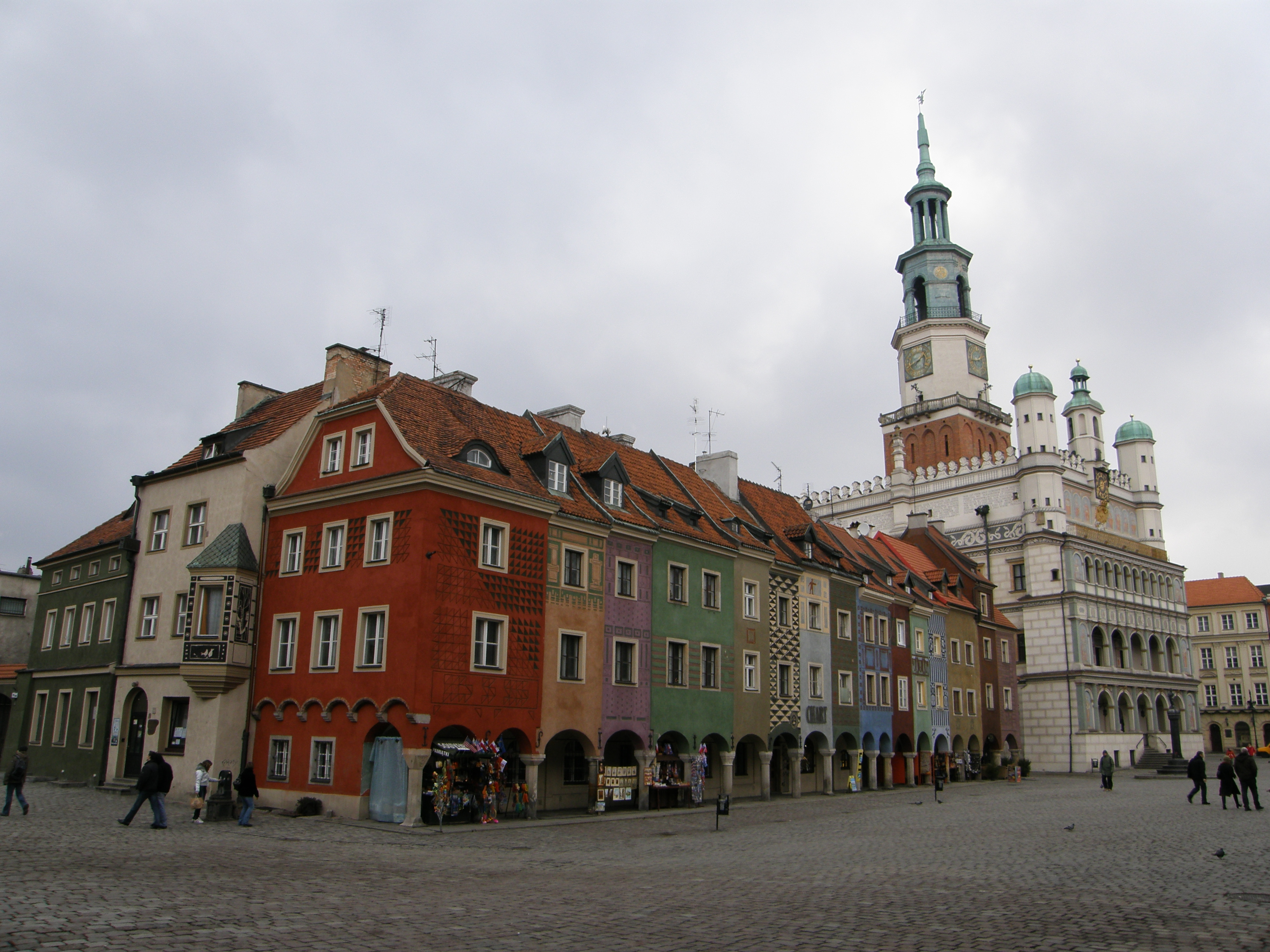
Dom „Kurzanoga” i Kamienica Pisarza Miejskiego (po lewej)
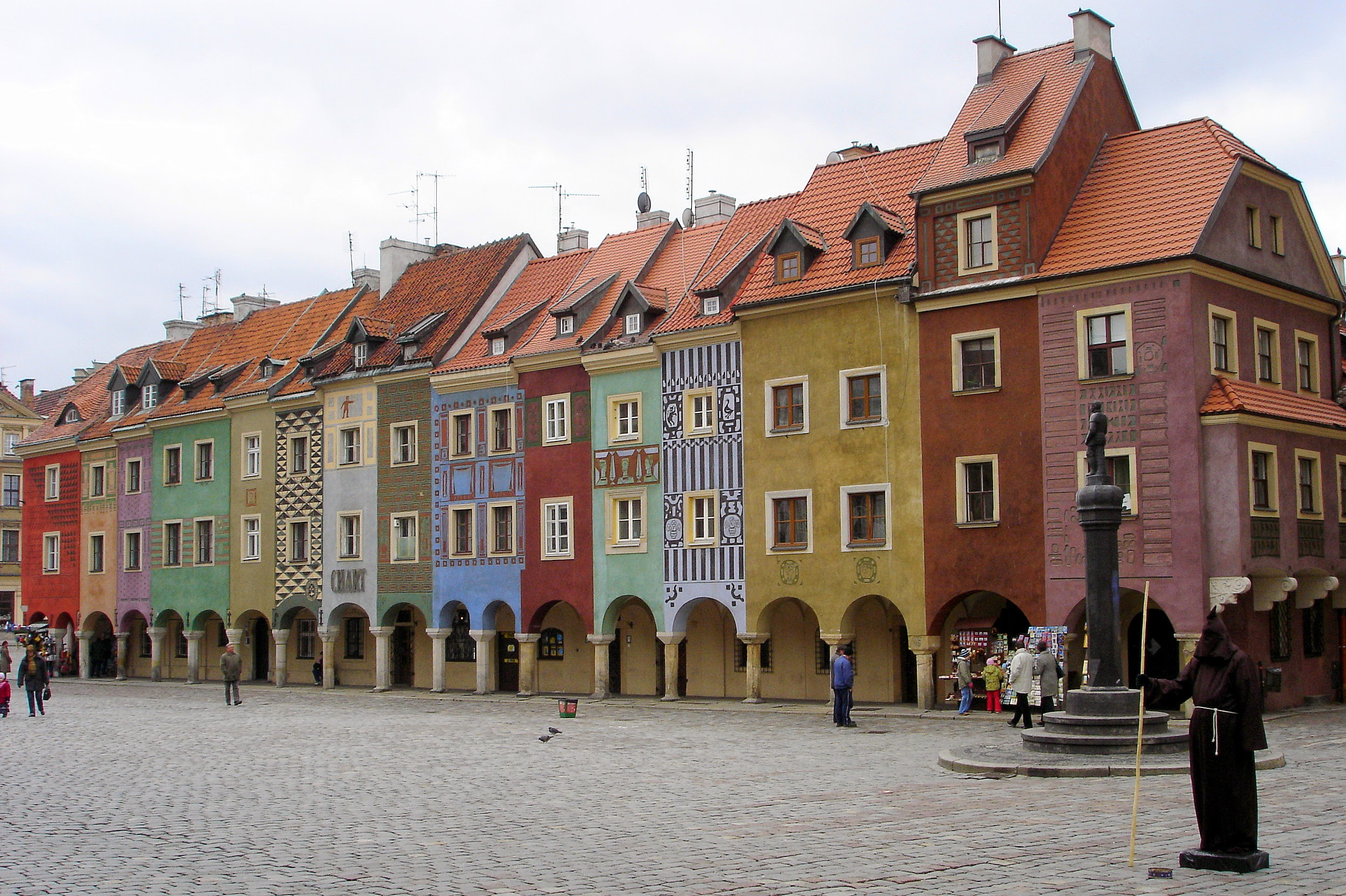
Domki budnicze
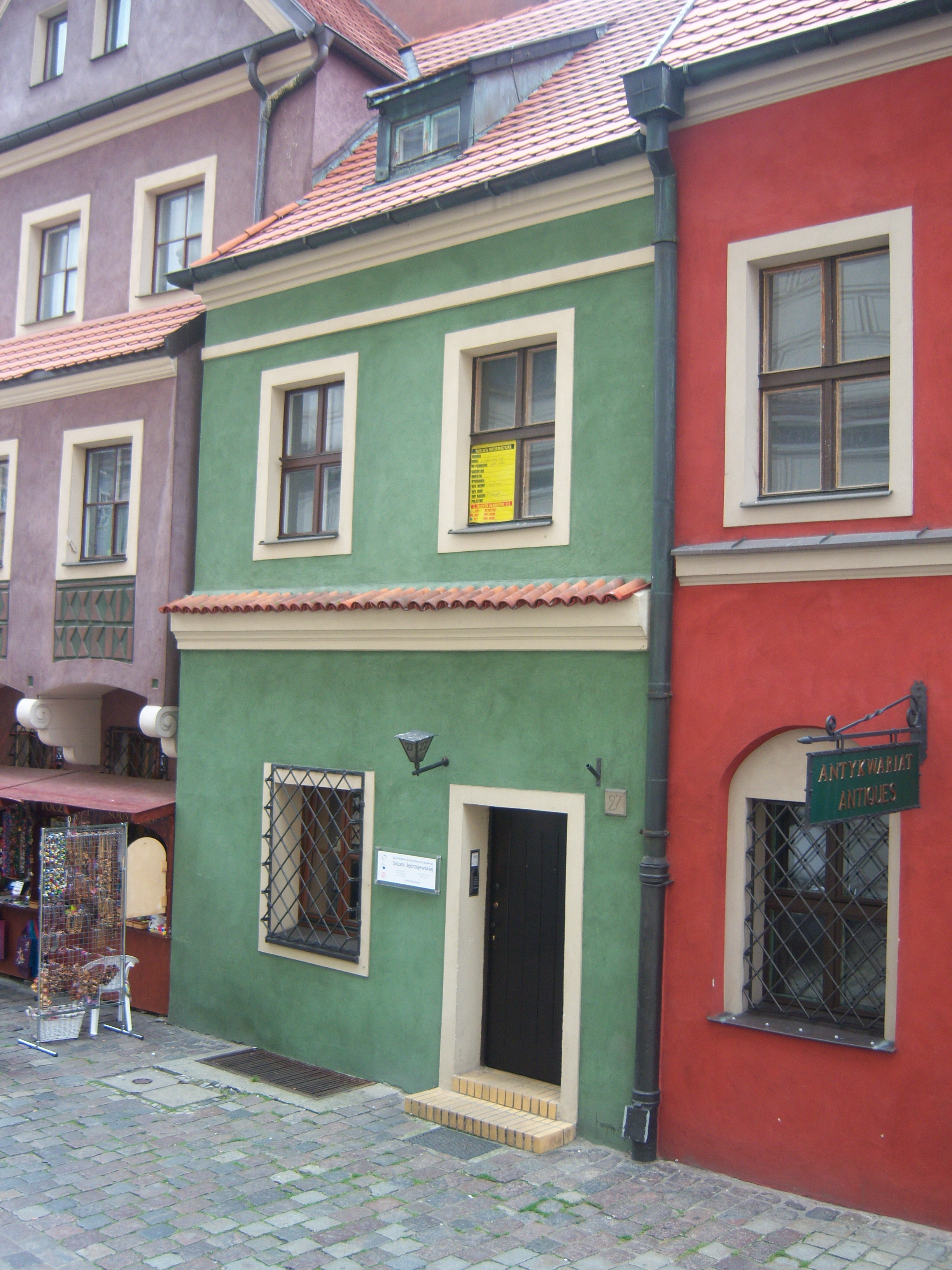
Dom Bractwa Szewskiego
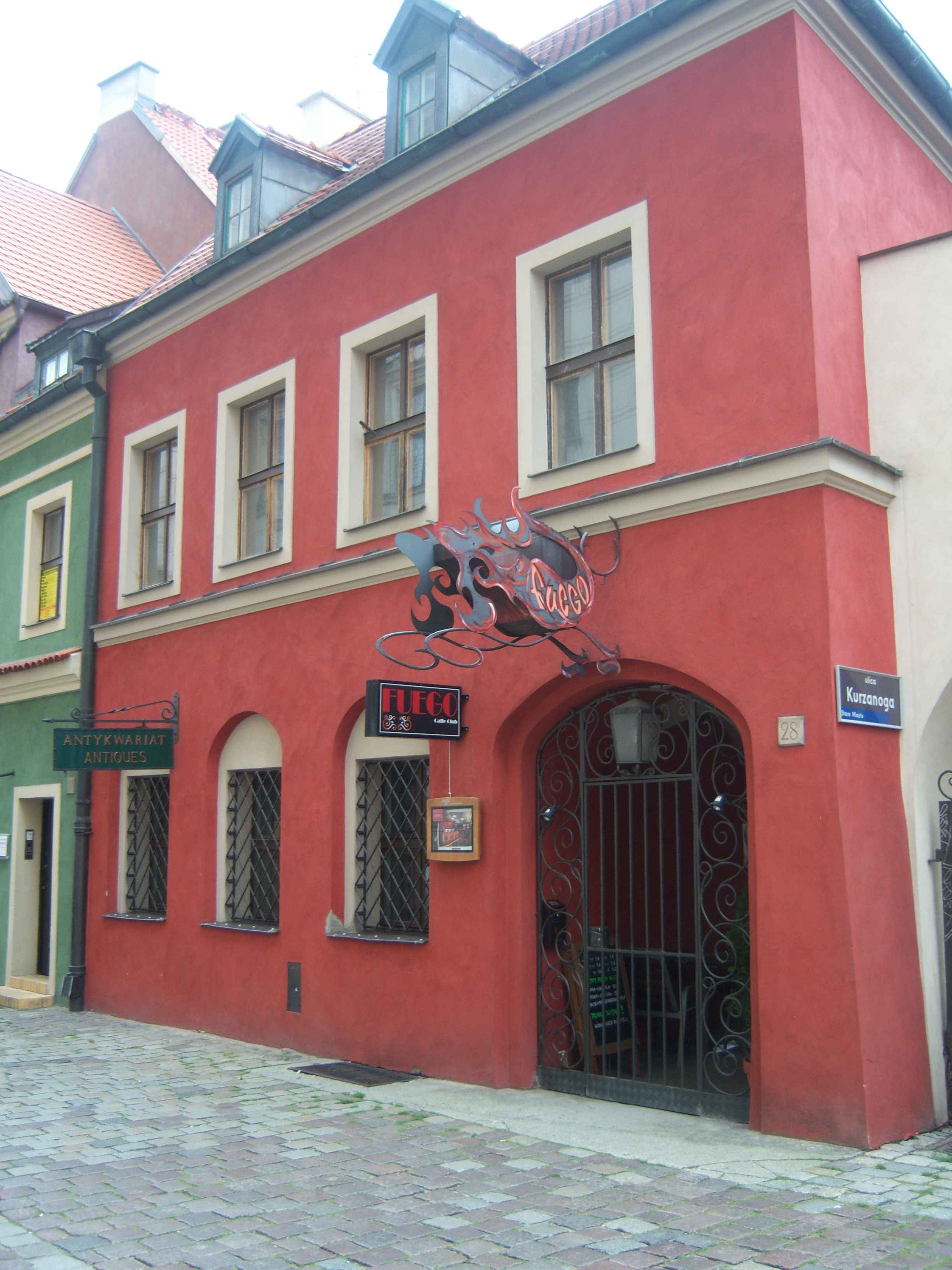
Dom Krojowników Sukna

### Pierzeja wschodnia

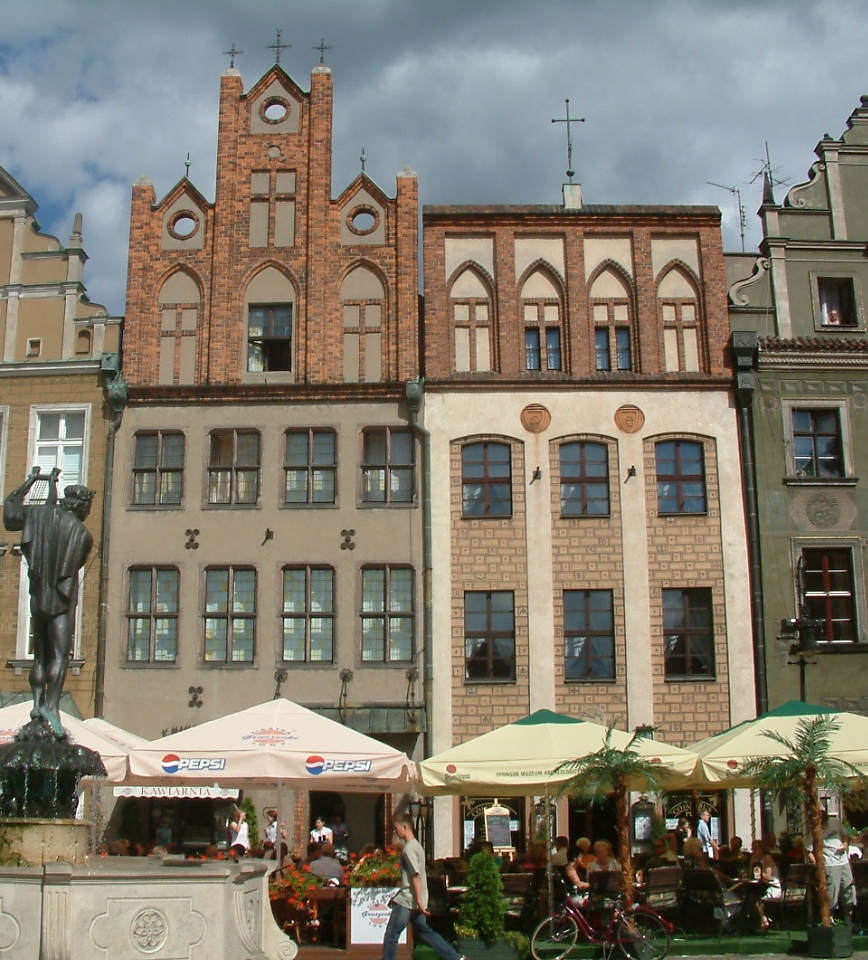
Kamienice Stary Rynek 50 i 51

- Stary Rynek 37 nazywana Czerwoną Kamienicą – pierwotnie była to kamienica gotycka z nieistniejącym już, wybudowanym w połowie XVII wieku, wykuszem od strony Starego Rynku[6]. W XVI wieku została poszerzona kosztem parceli nr 38. W latach 1652–1654 przebudowana w stylu barokowym według projektu włoskiego architekta, który zaprojektował również poznańską farę, Tomasza Poncino na budynek apteki działającej w jej wnętrzach do 1945 roku[30]. Przemalowana na kolor czerwony w 1880 przez Zbigniewa Radlauera zyskała przydomek „Czerwonej”, a apteka „Czerwonej Apteki” (niem. Rothe Apotheke)[15]. W latach 1887–1906 apteka była prowadzona kolejno przez trzech żydowskich przedsiębiorców: Rudolfa Mottka, Curta Herlitza i Izydora Czarnikaua[17]. Podczas walk w 1945 spłonęła. Odbudowano ją w latach 1950–1954, dodając podcienia od ul. Wielkiej[16]. Po wojnie mieścił się tam internat szkół artystycznych, a obecnie Dom Bretanii[31].
- Stary Rynek 38 nazywana Kamienicą Dillowską – nazwa pochodzi od Jana Dilla – złotnika, rytownika i kupca[32]. Między 1887 a 1892 żydowski kupiec Rudolf Chaim połączył sąsiadujące ze sobą kamienice 38 i 39 i otworzył w nich sklep. Został on przejęty w 1907 roku przez Roberta Jaretzky’ego, który otworzył tam dom towarowy[17]. Kamienica spłonęła w 1945, odbudowano ją w latach 1950–1953, nawiązując do stylu klasycystycznego i rozdzielając wcześniej połączone działki[16]. Nawiązanie do dawnego właściciela stanowi płaskorzeźba przedstawiająca złotnika przy pracy autorstwa Juliana Gosławskiego[32].
- Stary Rynek 39 – wzmiankowana po raz pierwszy w 1507. W czasach Księstwa Warszawskiego należała do Wincentego Krzyżanowskiego, a w latach 30. XIX w. przeszła w ręce żydowskiej rodziny kupieckiej Danzigerów. Po połączeniu z kamienicą nr 38, przez Rudolfa Chaima, kamienica należała jeszcze do dwóch właścicieli, a w 1907 roku została kupiona przez Roberta Jaretzkiego, który zlecił Martinowi Sonnabendonowi jej przebudowę na wzór berlińskiego domu handlowego Wertheime[15]. Zniszczona w 1945, odbudowana w stylu barokowym na podstawie rycin z XIX wieku w latach 1950–1953[16].
- Stary Rynek 40 – po raz pierwszy wzmiankowana około 1514 roku. W latach 1893–1914 należała do żydowskiej rodziny Marcusów, która prowadziła w niej sklep odzieżowy dla mężczyzn i dzieci[17]. W 1905 firma została przejęta przez Isidore Goldsteina. Kamienicę na przestrzeni dziejów zamieszkiwało średnio 10 lokatorów: najczęściej szewców, krawców i handlarzy piwem[15]. Do dzisiejszych czasów zachowały się gotyckie ściany zewnętrzne poza fasadą, która uległa zniszczeniu w 1945. Podczas odbudowy odtworzono klasycystyczną elewację sprzed zniszczeń wojennych, którą zdobi sześć postaci mitologicznych wyrzeźbionych przez Bazylego Wojtowicza i Czesława Woźniaka[32].
- Stary Rynek 41 nazywana Apteką pod Białym Orłem – przetrwała niemal nieuszkodzona II wojnę światową, dokonano jedynie korekty wysokości elewacji[16]. Barokowa fasada pochodzi z XVIII wieku, w piwnicy zachowało się gotyckie sklepienie, na parterze renesansowe sklepienie kolebkowe z lunetami, datowane na drugą połowę XVI wieku, zaś na piętrze w jednej z izb od podwórza modrzewiowy, renesansowy strop. Przez wiele lat, począwszy od 1564 roku, mieściła się tu Apteka pod Białym Orłem, która w latach 90. XX wieku przeniosła się do innej kamienicy[32]. Jednym z właścicieli kamienicy był Stanisław Grodzki – jezuita, działacz kontrreformacyjny, profesor Akademii Wileńskiej oraz cenzor Biblii Wujka, którą odziedziczył w 1567 roku. W 1850 kamienica została zakupiona przez Józefa Antoniego Jagielskiego, a następnie przekazana jego synowi Bolesławowi – mężowi Anny Zofii Kaulfussównej, córce profesora Gimnazjum św. Marii Magdaleny[15]. Po kilku latach wyremontowana kamienica została odsprzedana Józefowi Gierłowskiemu, który aż do swojej śmierci prowadził w niej aptekę. Następnie właścicielem został kolejny mąż jego żony, Leon Szymański, który prowadził biznes do 1928 roku[15].
- Stary Rynek 42 – pierwsza wzmianka pochodzi z 1439 roku[33]. zachowały się w niej gotyckie mury zewnętrzne, w tym elewacja od podwórza ozdobiona trzema ostrołukowymi blendami, oraz średniowieczny układ pomieszczeń. Na parterze znajduje się kasetonowy strop z pierwszej połowy XVI wieku[6] i późnobarokowa balustrada schodów. Na piętrze, natomiast, wykonany w XVIII wieku strop i podłoga w ozdobne kwadraty[30]. Barokowa fasada, która została uszkodzona podczas II wojny światowej, pokryta jest sgraffito wykonanym w 1955[16]. Widoczny jest również, odkryty podczas renowacji, fragment gotyckiego portalu. Pierwsza wzmianka o budynku pochodzi z 1439 roku, kiedy to jej właścicielem był kupiec Michał Burchart[6]. Jego potomkowie byli właścicielami tejże kamienicy aż do lat 20. XVI wieku, gdy nabył ją lekarz-humanista Walenty Reszka, który osiadł w mieście około 1520 roku. On i jego syn, także Walenty, kilkukrotnie sprawowali urząd burmistrza[30]. Jej właścicielem przez cały XIX wiek była polska rodzina kupców i przedsiębiorców o niemieckim nazwisku Freudenreich. W 1835 roku właścicielem był kupiec i posiadacz fabryki octu. Mieszkał z nim jego syn Antoni, znany w mieście lekarz, wierny przyjaciel Karola Marcinkowskiego[15]. Najdłużej istniejącymi w kamienicy instytucjami były sklep winiarski i fabryka papierosów[15].
- Stary Rynek 43 – pierwszą budowlą na miejscu kamienicy była drewniana chata z drugiej połowy XIII wieku, a pierwsza murowana kamienica powstała w pierwszej połowie XV wieku[6]. Do dziś zachowały się gotyckie mury oraz pierwotny układ pomieszczeń. W sieni widoczny gotycki łuk, zaś na I piętrze w jednej z izb znajduje się późnogotyckie sklepienie żebrowe[6]. Klasycystyczna fasada powstała w XIX wieku, zaś jej renowacja nastąpiła w latach 1955–1956[16]. Wówczas również, na podstawie fotografii, odtworzono sklepienie kryształowe w przyziemiu, które rozebrano w XIX wieku. W jednej z izb znajduje się unikatowy kasetonowy strop zdobiony płaskorzeźbami przedstawiającymi kilka typów popiersi mężczyzn i kobiet ubranych w stroje z pogranicza włosko-austriackiego z XVI wieku, czyli z okresu, gdy właścicielem kamienicy był, podobnie jak sąsiedniej, Walenty Reszka[6]. Na tyłach I piętra znajduje się natomiast izba z bogatymi dekoracjami z XVII wieku. Od 1855 roku we frontowych pomieszczeniach, wynajmowanych od właścicieli kamienicy, rodziny Borchertów, działał sklep z bielizną firmy Reinstein&Simon[17] i wyrobami rękodzielniczymi[15]. W tym czasie w oficynach mieszkali liczni lokatorzy, a wśród nich byli również szewcy i garncarze[15]. Od lat 80. XX wieku kamienice 42 i 43 należą do Muzeum Narodowego, które w 1982 planowało stworzyć w nich Muzeum Wnętrz Mieszczańskich, jednak ze względu na problemy finansowe pomysł do dziś jest niezrealizowany[33].
- Stary Rynek 44 – pierwszą budowlą na miejscu narożnikowej kamienicy była drewniana chata z drugiej połowy XIII wieku, a pierwsza murowana kamienica powstała w pierwszej połowie XV wieku[6]. W XV wieku dobudowano do niej piętro magazynowe, później przekształcone w mieszkalne[6]. Całkowicie zniszczona w 1945, odbudowana w 1955 w formie z końca XVIII wieku na podstawie zachowanych archiwaliów[16]. Spośród jej właścicieli należy wymienić Jana Tomickiego, kasztelana gnieźnieńskiego, który odegrał znaczącą rolę podczas pierwszej wolnej elekcji. Pod koniec XIX wieku jej lokatorami byli rzeźnicy, ślusarze i handlarze. W 1910 roku została przejęta przez Kajetana Ignatowicza – jednego z najprężniejszych poznańskich kupców[15]. W niej miał od 1978 roku swą siedzibę kabaret Tey[32].
- Stary Rynek 45 nazywana Kamienicą Grodzkich – nazwa pochodzi od Mikołaja Grodzkiego, który nabył ją pod koniec XV wieku od kanonika kapituły poznańskiej oraz lekarza Wawrzyńca. Pierwotnie gotycka kamienica została przebudowana w dobie baroku. Na przełomie XIX i XX wieku istniało w niej Towarzystwo Ubezpieczeń Ogniowych[15], a w piwnicach winiarnia i hurtownia win prowadzona przez żydowskiego kupca Leopolda Goldenringa[17]. Następnie była zamieszkiwana przez bogatą, niemiecką rodzinę Goldenringów, która ufundowała studzienkę przy domku budniczym naprzeciwko kamienicy, mającą służyć mieszkańcom i przekupniom. Na jej szczycie stała figurka młodej kobiety w stroju bamberskim, do której pozowała pracownica winiarni Jadwiga Gadymska[15]. Spłonęła w 1945, odbudowano ją w latach 1948–1953 w jej barokowej formie. Po przeprowadzeniu badań archeologicznych w latach 80. XX wieku, wykazano błędy architektów, którzy w czasie powojennej odbudowy usunęli dwa, znajdujące się w nienaruszonym stanie, od strony ulicy Woźnej, sprzężone ze sobą wykusze (jeden pochodził z czasów średniowiecza, drugi zaś z ok. 1570 roku), budując na ich miejscu jeden nowy[16]. Do dzisiejszych czasów dotrwały oryginalne, zewnętrzne mury gotyckie oraz nisze ozdobione ceglaną krawędzią w izbie na pierwszym piętrze. Obecnie mieści się w niej, oraz kamienicach nr 46 i 47, Muzeum Instrumentów Muzycznych[30].
- Stary Rynek 46 nazywana Kamienicą Czarnkowskich – wzmiankowana w 1530. Stosunkowo wcześnie przeszła w ręce szlachty, początkowo Opalińskich, później do Czarnkowskich[32], a następnie w końcu XVIII wieku do Jana Jakuba Kluga – nobilitowanego kupca, bankiera i przemysłowca[15]. W latach 1848–1914 należała, wraz z kamienicą nr 47, do żydowskiej rodziny Danzigerów[17]. Zniszczona w 1945, została w latach 1954–1955 odbudowana w stylu barokowym. Na kamienicy znajduje się tablica poświęcona Zdzisławowi Szulcowi, którego kolekcja instrumentów dała początek muzeum[30].
- Stary Rynek 47 zwana Kamienicą Winklerowską – nazwa pochodzi od rodu Winklerów, którzy byli jej właścicielami przez około 150 lat, począwszy od 1492, kiedy to nabył ją pisarz miejski Błażej Winkler. Jego syn Jan Winkler w drugiej połowie XVI wieku został burmistrzem Poznania[32]. Dalsza historia kamienicy łączy się z parcelą nr 46 ze względu na ich późniejsze połączenie[15]. Wypalona w 1945, została odbudowana w 1955 z fasadą pseudoklasycystyczną na podstawie fotografii nieistniejącej już elewacji kamienicy przy ul. Wronieckiej 43[16][30]. Wnętrze zajmuje Muzeum Instrumentów Muzycznych[30].
- Stary Rynek 48 nazywana Kamienicą Goskiego – nazwa pochodzi od lekarza, astrologa i burmistrza Kaspra Goskiego, który był jej właścicielem w latach 1559–1573[32]. Do współczesnych czasów dotrwały gotyckie mury oraz fasada od podwórza, pierwotny układ wnętrz, a na parterze renesansowy strop wykonany z profilowanych belek. Na przełomie XIX i XX wieku żydowska rodzina Königsbergerów, spokrewniona z Danzigerami[15], sprzedawała w kamienicy meble firmy Königsberger Gebrüder Möbelfabrik[17]. Od 1900 roku Władysław Kostrzewski prowadził w niej swoją firmę papierniczą Atlas, znanej z wydawania różnorakich pocztówek, m.in. z widokami miasta[15]. Zniszczoną w 1945 fasadę odtworzono w stylu barokowym[16]. Na tyłach kamienicy archeolodzy odkryli resztki murowanej budowli wieżowej z przełomu XIII i XIV wieku, przypominającej ówczesne domy kupieckie Europy Zachodniej. Jest to najstarszy znany, murowany budynek lewobrzeżnego miasta po lokacji. W przeciwieństwie do reszty zabudowy (w tych czasach drewnianej) zapewniała skuteczną obronę przed ogniem lub wrogiem. Prawdopodobnie należała ona do zasadźcy i późniejszego wójta Tomasza z Gubina[6].
- Stary Rynek 49 – po raz pierwszy wspomniana w 1514. Jednym z właścicieli tej kamienicy był Jakub Ligęza, do którego należała ona w latach 1648–1687. Dzięki temu, że Ligęza był lekarzem Jana Kazimierza, właściciele kamienicy otrzymali szereg przywilejów zwalniających z należności wobec miasta. W latach 1893–1905 zamieszkiwała ją rodzina Loevy – jedna z najbogatszych rodzin żydowskich w Poznaniu zajmująca się m.in. handlem i produkcją mebli[15]. W 1945 została zburzona do poziomu piwnic. Odbudowano ją w 1955, zaś jej renesansowa fasada została odtworzona na podstawie ryciny z 1841 autorstwa Ferdinada von Quasta[16].
- Stary Rynek 50 nazywana Kamienicą pod Daszkiem lub Kamienicą doktora Mikana – po zniszczeniach z 1945 została odtworzona w stylu późnogotyckim na podstawie ryciny z 1841[16]. Pierwotnie fasada była trójosiowa, dopiero w czasach nowożytnych utworzono dodatkową, istniejącą do dziś oś[6]. Na ścianie znajduje się tablica ukazująca stan wody podczas powodzi z 1736. Była to największa powódź w historii miasta[30]. Nazwa „pod Daszkiem” pochodzi od znajdującego się w niej lokalu serwującego wina w butelkach i na kieliszki[15] oraz od anegdoty, według której w 1700 mający tu swą kwaterę August II Mocny, po jednej z uczt pijany wypadł przez okno na piętrze. Na szczęście monarchy pod oknem znajdował się drewniany daszek, który uratował go przed poważniejszymi urazami (inna wersja wiąże ów upadek z osobą Karola XII)[32]. Druga nazwa odnosi się do Stefana Mikana – humanisty, lekarza, nobilitowanego burmistrza Poznania. Innym właścicielem kamienicy był Jan Wielżyński – teść doktora Mikana, szlachcic, który skoligacił się z rodem Reszków. Na kartach historii zaistniał dzięki napisanemu około 1583 roku Wypisaniu pana Jana Wyleżyńskiego resztki dziatek, którego roku albo dnia które się urodziło. Jest to najstarsza zachowana kronika rodzinna w języku polskim[30]. Od 1842 roku właścicielami została rodzina Anderschów, prowadząca tu od 1893 sklep win i towarów kolonialnych[15].
- Stary Rynek 51 – również odbudowana według ryciny z 1841 po wojennych zniszczeniach[16]. Jednym z jej właścicieli był Filippo „Kallimach” Buonaccorsi, który otrzymał ją od Kazimierza Jagiellończyka po tym, jak w 1487 spłonął jego dom w Krakowie[32]. Sławnego właściciela upamiętnia jego herb w otoczeniu gmerków poznańskich mieszczan. Sam Kallimach prawdopodobnie nigdy jednak tu nie gościł, gdyż po kilku tygodniach sprzedał ją włoskim kupcom – Pawłowi i Stefanowi de Promontorio[30]. Od początku XIX wieku była zamieszkiwana przez żydowską rodzinę Mischów. W 1835 roku jeden z jej członków – Salomon Misch został wybrany do zarządu gminy żydowskiej w Poznaniu. W tym czasie pomieszczenia na parterze zajmowały restauracja i kawiarnia Café Tivoli działająca do 1914 roku[15][17]. Obecnie mieści Dom Polonii Stowarzyszenia „Wspólnota Polska”[30].
- Stary Rynek 52 zwana Kamienicą Ridtowską – wspomniana w 1472, przebudowana w 1573, w 1556 przeszła w ręce rodu Ridtów, kupców z Poznania i Gdańska[32]. Według zapisków w 1779 należała do Teofili Szłordzkiej z Działyńskich, pani na zamku kórnickim. Po wojennych zniszczeniach odbudowano ją w formie renesansowej, zdobiąc fasadę sgraffito przedstawiającym holk oraz herby Poznania, Gdańska, Torunia i Warszawy. Z kamienicą wiąże się legenda zapisana w Kronice benedyktynek poznańskich. Otóż Krzysztof Ridt, syn pierwszego z właścicieli z rodu Ridtów – Zachariasza, luteranin miał powiedzieć swego czasu o śpiewie mniszek z sąsiedniego pałacu Górków, że wolałby „zdechnąć niż słyszeć te wilcze głosy”. Wkrótce Krzysztof Ridt zmarł, a w pierwszą rocznicę śmierci miał się ukazać swej służbie jako wilk, w postaci którego miał pokutować aż do Sądu Ostatecznego[32]. W latach 1893–1914 jej właścicielem był, nigdy w niej nie mieszkający, Julian Łukomski. W tym czasie mieszkania wynajmowali bardzo liczni lokatorzy: w 1895 było ich 28, ale z czasem ta liczba malała[15].

Ze wschodniej pierzei rynku wychodzą ulice: Wielka, Woźna i Wodna.

### Pierzeja południowa
- Stary Rynek 53 – w XVI wieku właścicielem kamienicy została gałąź rodu Ridtów wywodząca się od Mikołaja Ridta[32]. W XVIII wieku przejęli ją Tepperowie, z których wywodzą się warszawscy bankierzy Piotr Tepper i Piotr Fergusson[32]. Kamienica była wielokrotnie przebudowywana. Jej dzisiejsza forma powstała po II wojnie światowej, na wzór tej z XVIII wieku. Obecnie stanowi całość z kamienicą nr 54, jednak konserwatorzy zachowali dawny podział na elewacji. W kamienicy od 1881 roku istniało wielkie przedsiębiorstwo nasienne, od 1891 „skład bławatów, stołowizny i gotowej bielizny”, a w latach 1893–1905 Księgarnia Katolicka[15].
- Stary Rynek 54 nazywana Kamienicą Ungrowską – w XV wieku jej właścicielami był ród Wildów. Pierwszym znanym z rodu był Mikołaj Wilda, kupiec i burmistrz poznański. Jego syn, Jakub Wilda, był natomiast pierwszym dzierżawcą folwarku na południe od miasta, wokół którego z czasem powstała dzielnica nazwana od jego nazwiska Wildą[32]. W 1494 od Jakuba Wildy kamienicę nabył przybyły z Krakowa malarz Jan Schilling, który wżeniając się w poznański patrycjat został kupcem. Od jego nazwiska pochodzi nazwa innej części dzisiejszego Poznania – Szeląga[32]. W 1560 roku właścicielem posesji był daleki krewny bohatera spod Zbaraża, Mikołaja Skrzetuskiego – złotnik Marcin Skrzetuski, który kupił ją od kupca Jana Rudominy[34].
- Stary Rynek 55 – zachowały się gotyckie piwnice, przebudowane na restaurację. Po wojnie zrekonstruowano ostrołukowe, ozdobione glazurowaną cegłą wnęki w sieni. Resztę budynku odbudowano w formie barokowej[30]. W połowie XVII wieku właścicielem tej posesji był Mikołaj Pinocci – kupiec z Krakowa, prowadzący także interesy w Poznaniu. Ponieważ był spokrewniony z Hieronimem Pinocci, sekretarzem Jana Kazimierza, udostępnił swój dom dla potrzeb króla, który wraz z dworem spędził w mieście zimę 1657/1658[32]. Król, o ile nie przebywał na zamku, korzystał z izby opisanej kilkanaście lat później jako wyłożoną „garncarskiej roboty” jastrychową posadzką, z ogrzewaną „modro-białym dzbanuszkowej formy w kwiaty” piecem kaflowym, o ścianach wyłożonych gdańskim suknem z „różnymi figurami”[6]. Od 1914 mieszkali w niej kupcy różnych branż: handlarze ubiorem, galanterią i obuwiem[15].
- Stary Rynek 56 nazywana Kamienicą Złocistą – nazwa pochodzi od koloru elewacji[6]. Kamienica po raz pierwszy pojawia się w zapiskach z 1480. W 1461 jej właścicielem został burmistrz Jerzy Bok, trudniący się handlem i bankierstwem (udzielał między innymi pożyczek Kazimierzowi Jagiellończykowi), w 1569 nabył ją Stanisław Górka[32], a w końcu XVIII wieku przeszła na własność Jana Jakuba Kluga[30]. Kamienica uległa zniszczeniu podczas wojen w 1706 i 1945[32]. Po II wojnie światowej odbudowano ją w formie późnorenesansowej. Obecnie pełni funkcję siedziby Stowarzyszenia Architektów Polskich[30]. W latach 1854–1912 istniała w niej fabryka czekolady, konfitur i słodyczy firmy Frenzel&Co, która następnie przeniosła się na Wildę[15].
- Stary Rynek 57 – w latach 1893–1905 właścicielem był Hermann Lubiński sprzedający w niej odzież damską. Po jego śmierci firmę i kamienicę przejął Mieczysław Malinowski, który prowadził sklep aż do II wojny światowej[15].
- Stary Rynek 58 – zbudowana jako gotycka, następnie wielokrotnie przebudowywana. W 1945 spłonęła. Do czasów współczesnych zachowały się średniowieczne piwnice i mury, zaś samą fasadę odbudowano na podstawie rysunków z 1866 w stylu rokokowym[6]. Jednym z jej właścicieli był filozof, lekarz i wydawca Adam Paulini Biedrzycki. Przez cały XIX wiek jej właścicielami była grecka rodzina Żupańskich, która przeniosła się do Poznania w XVIII wieku[15].
- Stary Rynek 59 – w dokumentach po raz pierwszy pojawia się w XV wieku[32]. W 1521 jej właścicielem został Mikołaj Dąbnicki – lekarz i burmistrz miasta, inicjator działań dążących do zaopatrzenia Poznania w świeżą wodę[30]. W 1784 przeszła w ręce pochodzącego z Grecji kupieckiego rodu Żupańskich. Tu też w 1806 urodził się Jan Konstanty Żupański, co upamiętnia tablica umieszczona na budynku[15]. Po zniszczeniach z 1945 odbudowano ją w formie, jaką miała w drugiej połowie XVIII wieku[30]. Obecnie na parterze znajduje się Centrum Informacji Turystycznej[32].
- Stary Rynek 60 – w 1781 roku jej właścicielem został grecki handlarz winem Dymitr Kałuba utrzymujący bliskie stosunki z rodziną Żupańskich zamieszkującą kamienice nr 58 i 59[15]. W początkach XX wieku przebudowana i połączona z parcelą nr 59[15]. Spośród lokatorów należy wymienić lekarzy: Antoniego Chłapowskiego, Pawła Gantkowskiego i Bronisława Szulczewskiego[15]. Zniszczona podczas II wojny światowej, została odbudowana w formie z drugiej połowy XVIII wieku[16].
- Stary Rynek 61 – jej właścicielem począwszy od 1527 roku był kupiec i radca miejski Jan Groff[32]. Należały do niego położone na północ od miasta, za Bramą Wroniecką, ogrody i sad. Nazywano je wówczas „grofoskiemi” lub „grofowymi łąkami”. Nazwa ta przetrwała do dziś w zniekształconej nazwie ulicy Grochowe Łąki. Sam, narożnikowy budynek, jako jeden z nielicznych, przetrwał II wojnę światową bez większych zniszczeń i zachował swoją formę z ostatniej przebudowy w 1903 roku[15].
- Stary Rynek 62 – pierwsza wzmianka o kamienicy pochodzi z 1442 roku, gdy krojczy sukna Mikołaj Naramowicki odstąpił budynek swojemu bratu Janowi. Ród ten początkowo znany był pod nazwiskiem Żytów, od łużyckiego miasta Żytawa, skąd się wywodził. Nowe nazwisko wiąże się z nobilitacją i nabyciem będących dziś częścią Poznania Naramowic[32]. W 1714 kamienica przeszła w ręce rodu Raczyńskich, a jej kolejnymi właścicielami byli Leon i jego syn Filip[15]. Pod koniec XIX wieku została kupiona przez Williama Warschauera, który prowadził w niej sklep odzieżowy Warschauer&Isaac. W 1910 roku przejęła ją firma odzieżowo-tekstylnicza Salinger&Rosenkatz[17]. Przetrwała II wojnę bez większych zniszczeń[16].
- Stary Rynek 63 – przebudowana w 1868 roku, należała od 1893 do kupca G. Springera, w latach 1895–1914 do Loevych, a w 1898 otwarto w niej filię wrocławskiego domu handlowego braci Barasch z dużym sklepem spożywczym istniejącą do 1910 roku[15]. Przetrwała w praktycznie nienaruszonym stanie II wojnę światową, po której została nieznacznie zmodyfikowana[16].
- Stary Rynek 64 – wybudowana pod koniec XIV wieku[6]. Pierwszym znanym właścicielem był kupiec Jan Brand[32]. Jego wnuk, również Jan – jezuita, teolog, autor najstarszej znanej polskiej kompozycji wokalno-organowej z partią basso continuo – Pieśni różne pospolite o pobożnych potrzebach, kamienicę odsprzedał. W latach 1893–1900 mieściła sklep firmy bracia Praeger H. i N. z konfekcją męską, a od 1905 z konfekcją damską W. Preiss[15]. Zniszczony podczas ostatniej wojny budynek odbudowano na podstawie fotografii ukazującej kamienicę z parceli Stary Rynek 72[35].
- Stary Rynek 65 – w latach 1893–1914 należała do firmy Nova&Hirschbruch jako magazyn wyrobów rękodzielniczych[15].
- Stary Rynek 66 – od 1893 właścicielami była rodzina H. Lesslera – kupca handlującego futrami. Wśród następnych najemców pojawia się nazwisko Kajetana Ignatowicza[15].
- Stary Rynek 67 – w 1910 połączona z parcelą nr 68 w dom towarowy Kajetana Ignatowicza[15]. Kompleks sięgnął aż do ulicy Koziej. Na 4500 m² znalazły się, poza sklepami, cukiernia, zakład fotograficzny i gabinet śmiechu. Sam dom zaś wyposażono w takie zdobycze techniki, jak winda, telefon, a oświetlenie piętnastu witryn zapewniała własna elektrownia. Zniszczoną kamienicę po wojnie odbudowano w formie z końca XVIII wieku[16].
- Stary Rynek 68 nazywana Pałacem Garczyńskich – nazwa pochodzi od jej XVIII-wiecznego właściciela Stefana Garczyńskiego[32]. Innym właścicielem był Ignacy Łaszczyński, którego herb Wierzbna znajduje się na fasadzie. Wzmiankowana po raz pierwszy w 1467, w XX wieku połączona z parcelą nr 67, po zniszczeniach w 1945 odbudowana w stylu barokowym[16].
- Parcela Stary Rynek 69 – została zlikwidowana, gdy w 1839 ponownie przebito ulicę Paderewskiego (wówczas Nową) zabudowaną jeszcze w średniowieczu (badania archeologiczne ujawniły drewniane pozostałości budynku z XIV wieku, który spłonął prawdopodobnie w 1447 roku)[32]. Kamienica wzniesiona w pierwszej połowie XVI wieku znana jest z ryciny powstałej tuż przed rozbiórką. Widać na niej charakterystyczne ganki[30]. Do znanych właścicieli należeli Piotr Gelhor i Jan Galzer żyjący w XVI wieku[30]. W latach 1893–1895 rodzina Kantorowiczów prowadziła w niej handel suknem, a następnie I. Griess miał w niej magazyn środków czyszczących[15]. Przejęta w 1905 przez Kajetana Ignatowicza, który połączył ją z parcelą nr 68 i otworzył w niej własny dom handlowy[15]. Obecnie narys dawnej kamienicy wyznaczają linie z czerwonej kostki na ul. Paderewskiego[30].

Z południowej pierzei rynku wychodzą ulice: Świętosławska, Wrocławska i Szkolna.

### Pierzeja zachodnia

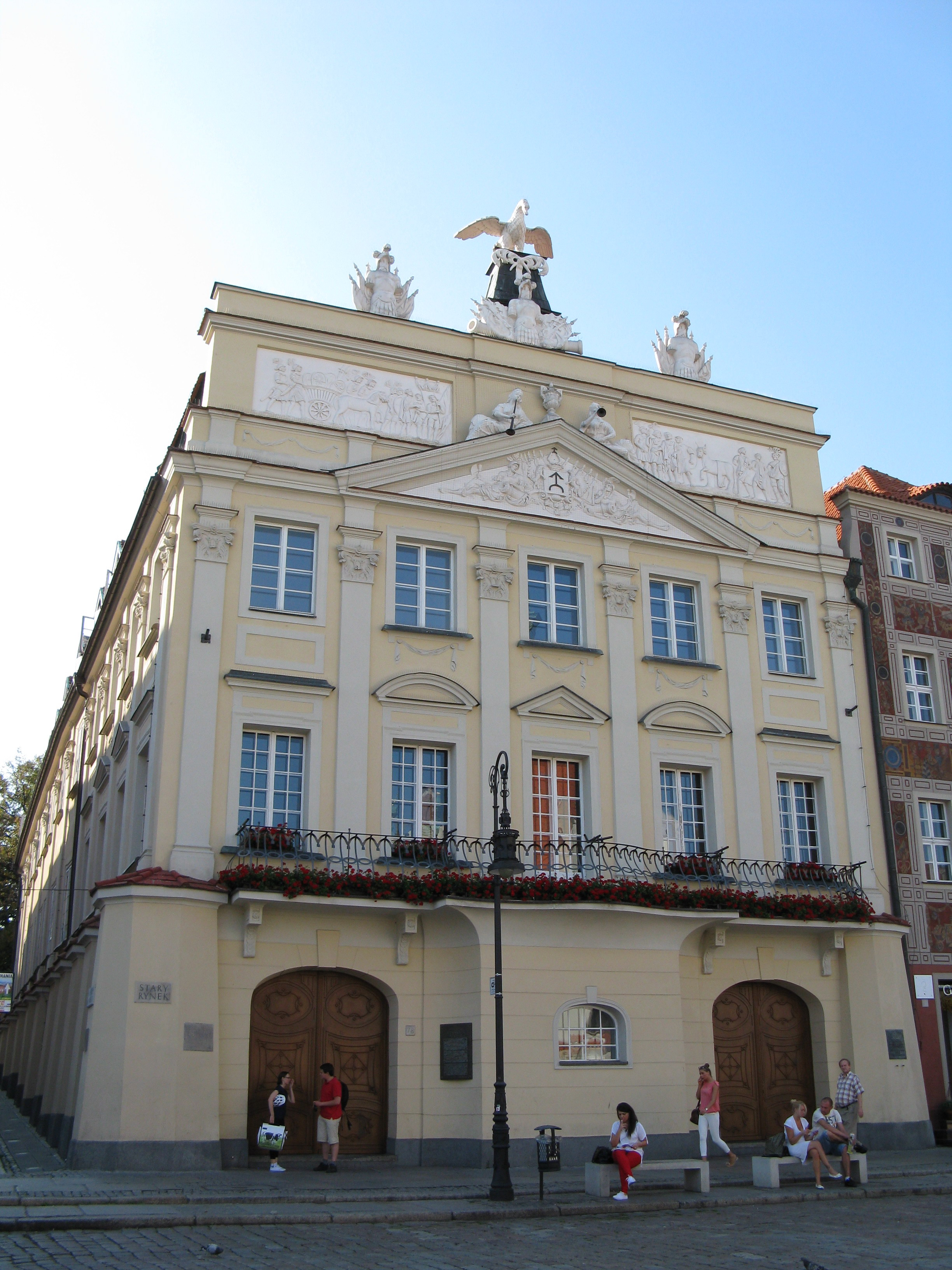
Pałac Działyńskich

- Stary Rynek 70 nazywana Kamienicą Rotowską – nazwa pochodzi od Pawła Rota, który nabył parcelę w 1681 roku od poznańskich franciszkanów. Na początku XVIII wieku właścicielem kamienicy był burmistrz Michał Czenpiński[32]. W latach 1893–1901 należała do poznańskiego lekarza Kelemnsa Koehlera[15]. Obecny kształt pochodzi w dużej mierze z 1904 roku, gdy dokonano przebudowy według projektu Rogera Sławskiego[15]. Podczas II wojny światowej i powojennej odbudowy dokonano jednak w pierwotnym projekcie licznych zmian, dodając między innymi podcienie[16].
- Stary Rynek 71 – po zniszczeniach wojennych odbudowana w 1953 w stylu barokowym. Do znanych właścicieli należeli Ostrorogowie herbu Nałęcz, w których posiadaniu kamienica znalazła się w latach 40. XVI wieku, szkocki kupiec Edward Hebron, który nabył ją w 1648 i złotnik Piotr Gelhor. W 1871 roku Samuel i Susanne Latzowie otworzyli kamienicy sklep z likierami. W 1898 połączyli kamienicę z parcelą nr 72[17]. Wewnątrz połączonych kamienic później otwarto dom towarowy. Podczas powojennej odbudowy przywrócono podział fasady[16]. Na budynku znajduje się tablica upamiętniająca lokatora kamienicy nr 72 – Jana Chrościejewskiego[36].
- Stary Rynek 72 – pomiędzy 1603 a 1607 nabył ją autor pierwszej pracy z dziedziny pediatrii De morbis puerorum..., Jan Hieronim Chrościejewski, kilkukrotny burmistrz Poznania, który wsławił się wydaniem statutu o bezpłatnym leczeniu ubogich. Był on synem innego lekarza – Stanisława Chrościejewskiego, zwanego „Nigrem”. Od 1898 połączona z kamienicą nr 71[15]. W czasie powojennej odbudowy przywrócono pierwotny podział[16].
- Stary Rynek 73 – po zniszczeniach wojennych została odbudowana w 1954. Wówczas przywrócono jej formę zbliżoną do tej z przełomu XVII i XVIII wieku. Dekoracja przypomina o tym, że w latach 1690–1752 należała do cechu krawców[30]. Wcześniejszymi właścicielami były między innymi rody Ridtów i Wildów[32]. W 1908 połączona z sąsiednią parcelą nr 74[15]. Od 2004 roku w jej wnętrzach znajduje się hotel i browar restauracyjny Brovaria[37].
- Stary Rynek 74 – w 1908 wraz z kamienicą nr 73 wyburzona[30]. Na ich miejscu wzniesiono siedzibę Banku Przemysłowców Rogera Sławskiego, który od 1886 roku jako jedna z polskich instytucji życia gospodarczego brał udział w wojnie gospodarczej z zaborcą[15]. Fasada została zniszczona w 1945, jednak we wnętrzach nadal są widoczne ślady renesansu oraz francuskiego klasycyzmu – ślad po przebudowie projektu Rogera Sławskiego. Pozostała także mniej zdobna elewacja od ul. Sierocej. Podczas odbudowy przywrócono pierwotny podział fasad[30]. Na budynku umieszczona jest tablica poświęcona Kołom Śpiewackim Polskim – patriotycznej organizacji z okresu zaborów[30]. Od 2004 roku w jej wnętrzach znajduje się hotel i browar restauracyjny Brovaria[37].
- Stary Rynek 75 nazywana Apteką pod Złotym Lwem – jedna z nielicznych kamienic, która nieuszkodzona przetrwała II wojnę światową[16]. Obecna eklektyczna fasada została zaprojektowana przez Teubnera w początkach XX wieku. Miała wielu znanych lokatorów. W 1793 rotmistrz Ignacy Kołaczkowski odsprzedał ją czeskiemu budowniczemu, który w 1773 został obywatelem Wolsztyna, a w 1793 Poznania – Antoniemu Höhne, ojcu Józefa Höhne-Wrońskiego[32]. W 1805 jej właścicielem został aptekarz August Kolski, twórca Apteki pod Złotym Lwem, przyjaciel Karola Marcinkowskiego. Apteka Kolskiego dała nazwę budynkowi[15]. Budynek i aptekę w 1838 roku, po śmierci Kolskiego, przejął aptekarz Reinemann, a po pięciu latach syn poprzedniego właściciela – Apolinary Augustyn Kolski. Następnie zmiana właściciela następowała kilkakrotnie, jeden z nich w latach 1905–1906 przeprowadził gruntowny remont, a aptekę ostatecznie zamknięto w 1918 roku[15].
- Stary Rynek 76 – w latach 1844–1900 należała do rodziny Wollenbergów, która nie mieszkała w Poznaniu. Z tego powodu została odsprzedana kupcowi M. Davidowi, który wynajmował w niej pomieszczenia mieszczące firmę, restaurację i wytwórnię wyrobów galanteryjnych[15]. Przetrwała praktycznie nienaruszona II wojnę światową[16].
- Stary Rynek 77 – narożnikowa kamienica wzmiankowana w XV wieku, została przebudowana w początku XX wieku. Po zniszczeniach w 1945 została odbudowana w 1953 na siedzibę Wojewódzkiego Ośrodka Informacji Turystycznej według wzorów z XVIII wieku[16], prawdopodobnie autorstwa Antoniego Höhne. W 1608 jej właścicielem był lekarz Jakub Grodzki, zaś w połowie XIX wieku należała do matki Ryszarda Berwińskiego, poety i uczestnika Wiosny Ludów, który mieszkał w tymże budynku[15]. W 1904 roku kamienicę zakupił Teodor Jaretzky z zamysłem utworzenia w niej domu handlowego. Do realizacji pomysłu nie doszło, a po 10 latach otwarto w niej specjalistyczny sklep z suknem[15].
- Stary Rynek 78 – nazywana Pałacem Działyńskich.
- Stary Rynek 79 – zbudowana przed 1505. W latach 1881–1914 mieściła sklep z artykułami żelaznymi założony przez Dionizego Oberfelda i Stanisława Kaniewicza[15]. Po zniszczeniach z 1945 odbudowano ją w latach 1950–1955. Do czasów współczesnych dotrwały gotyckie partie zewnętrznych murów. Elewację zdobi sgraffito zawierające symbole nauki, oraz portrety Mikołaja Kopernika, Marii Skłodowskiej-Curie, Stanisława Staszica oraz Jana i Jędrzeja Śniadeckich[38].
- Stary Rynek 80, 81, 82 – powstały jako murowane kamienice w końcu XIV wieku[6]. W XIX i XX wieku, leżące na terenach trzech średniowiecznych parceli, kamienice należały do żydowskiej rodziny Aschów. Syn seniora rodu prowadził tam sklep z futrami i rafinerię wódek[15]. Przebudowane w latach 1907–1908 na trzypiętrowy budynek mieszkalny, zostały sprzedane rodzinie Józefa Kościelskiego[17], która wynajmowała lokale 11 przedsiębiorcom[15]. Budynek spłonął w 1945, a na podstawie starych rycin odtworzono pierwotną, rozdzieloną zabudowę[16].
- Stary Rynek 83 – na przełomie XIX i XX wieku kamienica należała do kilku żydowskich właścicieli, m.in. Isidora Goldberga, Hermanna Hirscha i Siegmunda Reinischa. Ostatni z nich w 1914 przebudował parter i pierwsze piętro, poszerzył okna i zaczął prowadzić handel damską konfekcją[15]. Wielokrotnie przebudowywana, ocalała jednak od zniszczenia w 1945. Do dziś można podziwiać jej gotyckie mury, renesansowy strop wykonany z profilowanych belek znajdujący się w przyziemiu, który został odkryty podczas remontu w 1957. Fasada barokowa. W 1957 wnętrzom starano się przywrócić wygląd z końca XIX wieku[32].
- Stary Rynek 84 – pierwotnie gotycka kamienica została w latach 1554–1558 przebudowana na zlecenie Jana Rgilowskiego przez Jana Baptystę Quadro, który sam około 1555 wszedł na ponad 25 lat w jej posiadanie[30][32]. Następnie była kilkakrotnie przebudowywana. Od 1855 roku właścicielem kamienicy został Isidor Kantorowicz, a od 1893 żydowski kupiec Elias Rosenthal[17], właściciel firmy z galanterią. Od 1910 należała do Abrahama Raszewskiego prowadzącego fabrykę bielizny[15]. Uwagę zwraca barokowa fasada zrekonstruowana na wzór tej z połowy XVIII wieku[30]. W 1959 elewację pokryło nowe sgraffito, przedstawiające J.B. Quadro na koniu. W narożniku umieszczono również figurę architekta dłuta Władysława Marcinkowskiego ufundowaną przez innego mieszkańca kamienicy – Cyryla Ratajskiego[32]. Obecnie budynek zajmuje oddział Biblioteki Raczyńskich – Muzeum Literackie Henryka Sienkiewicza, którego fundatorem w 1978 roku był kupiec Ignacy Moś[39].

Z zachodniej pierzei rynku wychodzą ulice: Paderewskiego, Franciszkańska i Zamkowa.

### Pierzeja północna

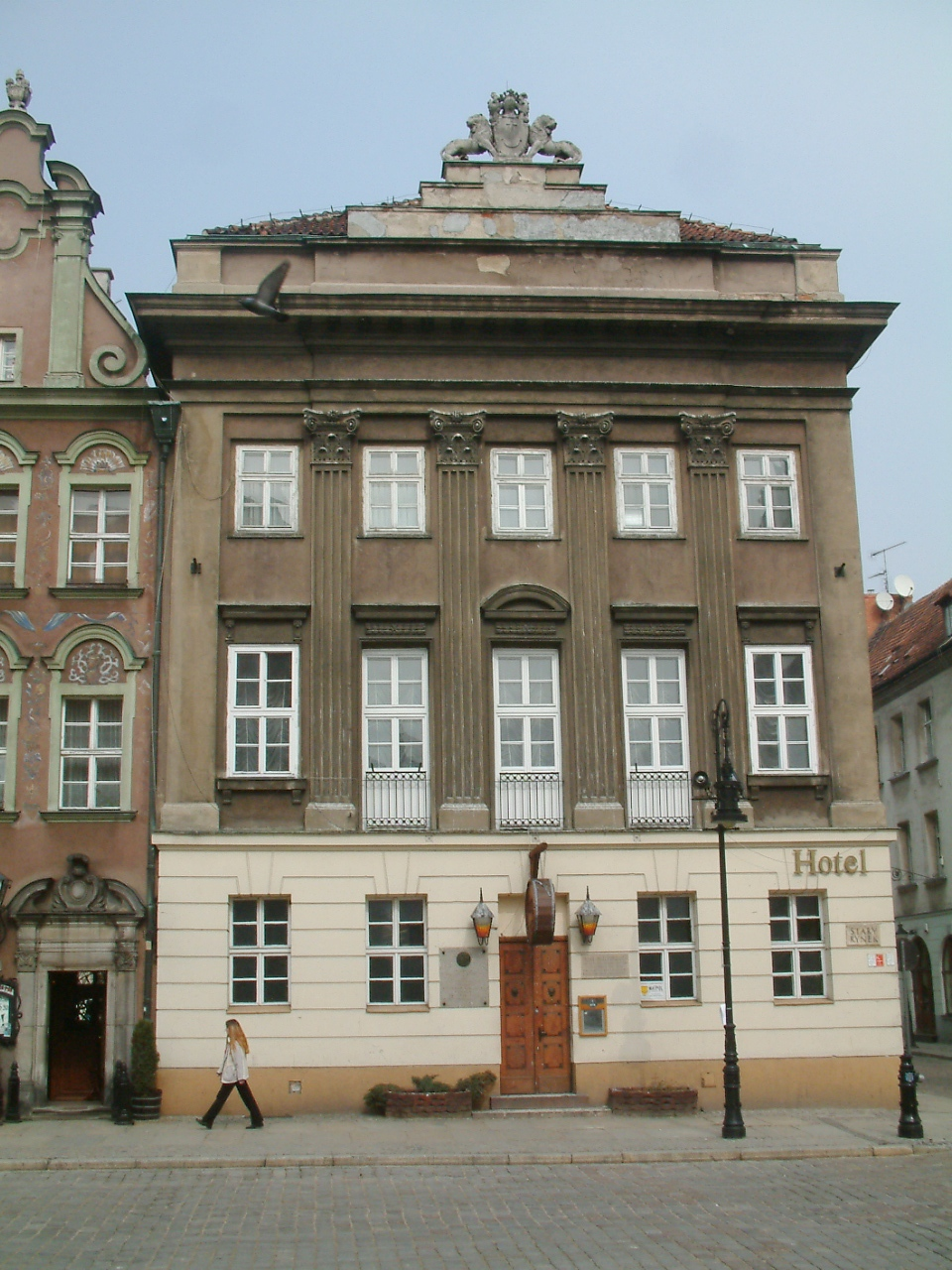
Pałac Mielżyńskich

- Stary Rynek 85 – w 1779 jej właścicielem został starosta koniński Jan Mycielski, a następnie przeszła na własność jego syna Stanisława[15]. Właśnie na zlecenie tej rodziny ziemiańskiej dokonano przebudowy kamienicy według projektu Antoniego Höhne. Na parterze od 1780 roku działała trakiernia z bilardem założona przez Jana Zygmunta Keyzera. W 1817 zastąpiła ją księgarnia żydowskiego księgarza Juliusza Adolfa Munka zamieniona w 1820 na księgarnię nakładową, w której wydano łącznie 17 książek. Munk był również inicjatorem powstania pierwszego poznańskiego czasopisma literackiego „Mrówka Poznańska” (ukazało się łącznie 6 tomów). Księgarnia działała do przejęcia kamienicy przez Juliusa Joachima Heinego w 1831 roku. W 1902 kamienicę przejął i przebudował na dom towarowy jeden z najbogatszych żydowskich mieszkańców Poznania, Samuel Samter[17]. W latach 1925–1939 wieścił się w niej Dom Towarowy Woźniaka[40]. Po zniszczeniach z 1945 roku powrócono do jej późnobarokowej formy[16].
- Stary Rynek 86 – w latach 1893–1895 należała do A. Morala i mieściła destylatornię trunków J. Goetza, który przejął budynek w 1900 roku i do 1914 prowadził w nim wytwórnię likierów. W międzyczasie istniał tu również sklep z konfekcją dziecięcą[15].
- Stary Rynek 87 – znany jest opis kamienicy z 1772 roku mówiący o zdobieniach izby pierwszego piętra: „murkach z astryszkami malowanymi na kształt olęderski, z listwami w nich drewnianymi” oraz suficie ze „sztukatorską robotą i malowanym”. Od 1905 stała się własnością żydowskiego kupca Hermanna Loevy’ego, właściciela firmy David Scharek-Wittwe. Połączył ją z parcelą nr 88, tworząc pierwszy wielobranżowy dom towarowy w pełnym tego słowa znaczeniu[15]. Wnętrze zawierało reprezentacyjny hol, schody wachlarzowe oraz windy. Górne piętra również posłużyły za miejsca handlu kosztem mogących znajdować się tam mieszkań. Po zniszczeniach z 1945 roku odbudowana na podstawie litografii z XIX wieku[16]. Zegar słoneczny, zdobiący szczyt, zaprojektował Zbigniew Bednarowicz[41].
- Stary Rynek 88 – w 1905 połączona z parcelą nr 87. Odbudowana po zniszczeniach w 1945[16]. Na fryzie znajdującym się pod oknami drugiego piętra Julian Boss-Gosławski umieścił wizerunki Izabelli Wisłockiej, która zaprojektowała odbudowę większości kamienic tej pierzei rynku, oraz jej męża Stanisława Wisłockiego, ówczesnego dyrektora Filharmonii Poznańskiej[42].
- Stary Rynek 89 – zbudowana w stylu gotyckim. Zniszczył ją pożar w 1536, po którym została odbudowana w stylu renesansowym. W końcu XIX wieku jej właścicielem był Isaak Kantorowicz. W latach 1893–1914 należała do żydowskiej rodziny Becków, która prowadziła w niej wytwórnię oraz sklep rękodzielniczy[17], fabrykę bielizny i artykułów ślubnych[15]. Spłonęła ponownie w 1945, a odbudowana została w latach 1950–1954 w oparciu o obraz Juliusza Knorra Rynek poznański w 1838 roku. Oryginalny portal z 1536 znajduje się w ratuszu, zaś w kamienicy można oglądać jego wierną kopię. Znajdujące się na nim inicjały „I. W.” oznaczają prawdopodobnie ówczesnego właściciela Jana Wierzbę lub Jana Wyleżyńskiego „Resztkę”[42]. Na elewacji kamienicy znajduje się tablica upamiętniająca krajoznawcę Franciszka Jaśkowiaka[42].
- Stary Rynek 90 – zbudowana pierwotnie w stylu gotyckim. Dawniej na jej dziedzińcu znajdowała się fontanna[32]. Pomiędzy 1714 a 1735 przebudowana przez ówczesnego właściciela generała Stanisława Jabłonowskiego[32] w stylu barokowym, w którym została odbudowana po zniszczeniach z 1945 na podstawie ryciny z 1848. W latach 1863–1902 należała do Rodziny Berwin, a następnie do kupca N. Loewenberga prowadzącego w niej fabrykę bielizny[15]. Budynek zajmuje poznański oddział PTTK, o czym świadczy między innymi inicjał na szczycie kamienicy[42].
- Stary Rynek 91 nazywana Pałacem Mielżyńskich.
- Stary Rynek 92 – fasada wzorowana na francuskim stylu Ludwika XVI. W 1725 roku podczas burzy piorun uderzył w wieżę ratusza, która oderwała się i spadła, miażdżąc doszczętnie kamienice nr 92 i 93[32]. Podobnie jak układ wnętrz (poza parterem, który pochodzi z początku XX wieku), powstała w wyniku przebudowy w latach 70. XVIII wieku[30]. Jej właścicielem był wówczas kupiec, bankier i filantrop Jan Zygmunt Goebel[30]. W latach 1893–1914 należała do Albertyny Niedzielewskiej, która później przeniosła się do zachodniej części miasta. W narożnym sklepie istniały kolejno: punkt sprzedaży wyrobów tytoniowych, sklep spożywczy, sklep z porcelaną i szkłem oraz zakład szewski[15]. W dobrym stanie przetrwała II wojnę światową, nieznacznie przebudowana w 1955 roku[16].
- Stary Rynek 93 – w 1725 roku podczas burzy piorun uderzył w wieżę ratusza, która oderwała się i spadła miażdżąc doszczętnie kamienice nr 92 i 93[32]. Przed I wojną światową należała do żydowskiego kupca Joachima Bendixa handlującego towarami krótkimi. Budynek mieścił wiele sklepów i mieszkań. W 1914 zamieszkiwał go H. Elias, urzędnik pobliskiej synagogi[15]. Przetrwała praktycznie nienaruszona II wojnę światową[16].
- Stary Rynek 94 – jej właścicielem w 1473 został burmistrz Jerzy Bok, który przekazał ją swojemu wnukowi, Adamowi Bokowi. Posesja była własnością rodziny do lat 80. XVI wieku. W 1618 kolejnym właścicielem został aptekarz i burmistrz Sebastian Janeczek. Jako właściciel podpoznańskiego folwarku Szeląg zasłynął powiedzeniem: „ja w Poznaniu wolę mieć szeląg niż w Krakowie tysiąc złotych”. W latach 1893–1905 należała do kupca J. Wischa handlującego płótnem[15]. Przetrwała praktycznie nienaruszona II wojnę światową[16].
- Stary Rynek 95/96, nazywana Kamienicą Ungrowską Drugą – przed połączeniem kamienica pod nr 95, zwana z nieznanych powodów kamienicą pod Murzyny[32], wzmiankowana była w 1503 roku jako własność Anny Krostowskiej, natomiast kamienica nr 96 została w 1483 własnością Piotra Ungera[6]. Połączenia dokonano w końcu XVIII wieku na zlecenie Henryka Augusta Keyzera, królewskiego pocztmajstra[15]. Przebudowy w stylu klasycystycznym dokonał Antoni Höhne, dostosowując połączone budynki do roli poczty i zajazdu[30]. Przed I wojną światową kamienica należała do żydowskiej rodziny Hamburgerów[17]: rentierki Emilii i kupca Sally[15]. Do czasów dzisiejszych przetrwały zarówno gotyckie piwnice, jak i klasycystyczna elewacja[30]. O funkcji poczty przypomina tablica na ścianie kamienicy umieszczona z okazji obchodów czterystulecia Poczty Polskiej[30].
- Stary Rynek 97 – wybudowana w końcu XIV wieku[6], wzmiankowana w XVI wieku jako własność rodu Ungrów, zwanych też Węgrzynami[32]. W 1543 przeszła w ręce Józefa Strusia[32], który ożenił się z Polikseną Ungrówną. W latach 1875–1900 należała do rentiera Bistrzyckiego, od którego została zakupiona przez właścicieli parceli nr 96, żydowskiej rodziny Hamburgerów, przebudowywana w 1905, a ostatecznie połączona w jeden budynek z kamienicami pod numerami 98, 99 i 100[15]. Spalona w 1945 i odbudowana jako osobny budynek na podstawie litografii W. Baeselera z połowy XIX wieku[16]. Tyły kamienicy zostały przebudowane na przełomie XX i XXI wieku według projektu Pawła Handschuha i Piotra Chlebowskiego, którzy dostosowali kamienice nr 97 i 98 będące funkcjonalną całością na siedzibę Powszechnego Banku Kredytowego[42]. Na fasadzie znajduje się tablica poświęcona Józefowi Strusiowi[42].
- Stary Rynek 98, nazywana Kamienicą Leszczyńskich – wzmiankowana w XV/XVI wieku. Od 1895 roku należała do handlarza suknem Michaelisa Oelsner. Około 1910 nabyta przez żydowską rodzinę Hamburgerów i połączona z parcelą nr 97, a później również 99 i 100[15]. Spalona w 1945 i odbudowana jako osobny budynek na podstawie litografii W. Baeselera z połowy XIX wieku[16]. Tyły kamienicy zostały przebudowane na przełomie XX i XXI wieku według projektu Pawła Handschuha i Pawła Chlebowskiego, którzy dostosowali kamienice nr 97 i 98 będące funkcjonalną całością na siedzibę Powszechnego Banku Kredytowego. Do sławnych właścicieli należeli starostowie generalni Wielkopolski – Bogusław i Rafał Leszczyńscy[30].
- Stary Rynek 99 – wzmiankowana w XV/XVI wieku. W latach 1881–1901 należała do kupca handlującego wyrobami żelaznymi J. Kirchnera[15]. Kamienica była przebudowywana w 1903 i połączona w jeden budynek z kamienicą pod numerem 100, a dwa lata później również z kamienicami nr 97 i 98[17]. Spalona w 1945 i odbudowana jako osobny budynek na podstawie litografii W. Baeselera z połowy XIX wieku[16].
- Stary Rynek 100 – wzmiankowana w XV wieku jako własność Jana Grodzickiego[32]. W 1772 jej właścicielem został pisarz miejski Michał Rorer, teść E.T.A. Hoffmanna[30]. We wrześniu 1901 Rodolf Petersdorff otworzył w czteropiętrowej kamienicy pierwszy w Poznaniu dom handlowy z wyrobami galanteryjnymi[15]. W 1903 roku dokupił, a rok później dołączył kamienicę nr 99. W 1905 roku dokupił kolejne dwie kamienice (nr 97 i 98) i rozszerzył dom handlowy o ich partery i I piętra[17]. Spalona w 1945 i odbudowana jako osobny budynek na podstawie litografii W. Baeselera z połowy XIX wieku[16]. Natomiast na przełomie XX i XXI wieku dodano w narożu replikę znajdującej się tam od XV wieku figury Madonny z Dzieciątkiem, oryginał znajduje się na pobliskim kościele Najświętszej Krwi Pana Jezusa[30].

Z północnej pierzei rynku wychodzą ulice: Rynkowa, Wroniecka i Żydowska.

### Mała architektura
- Pręgierz,
- Fontanna Prozerpiny,
- Fontanna Apolla,
- Fontanna Neptuna,
- Fontanna Marsa,
- Figura św. Jana Nepomucena,
- Studzienka Bamberki,
- metalowa makieta w skali 1:100.

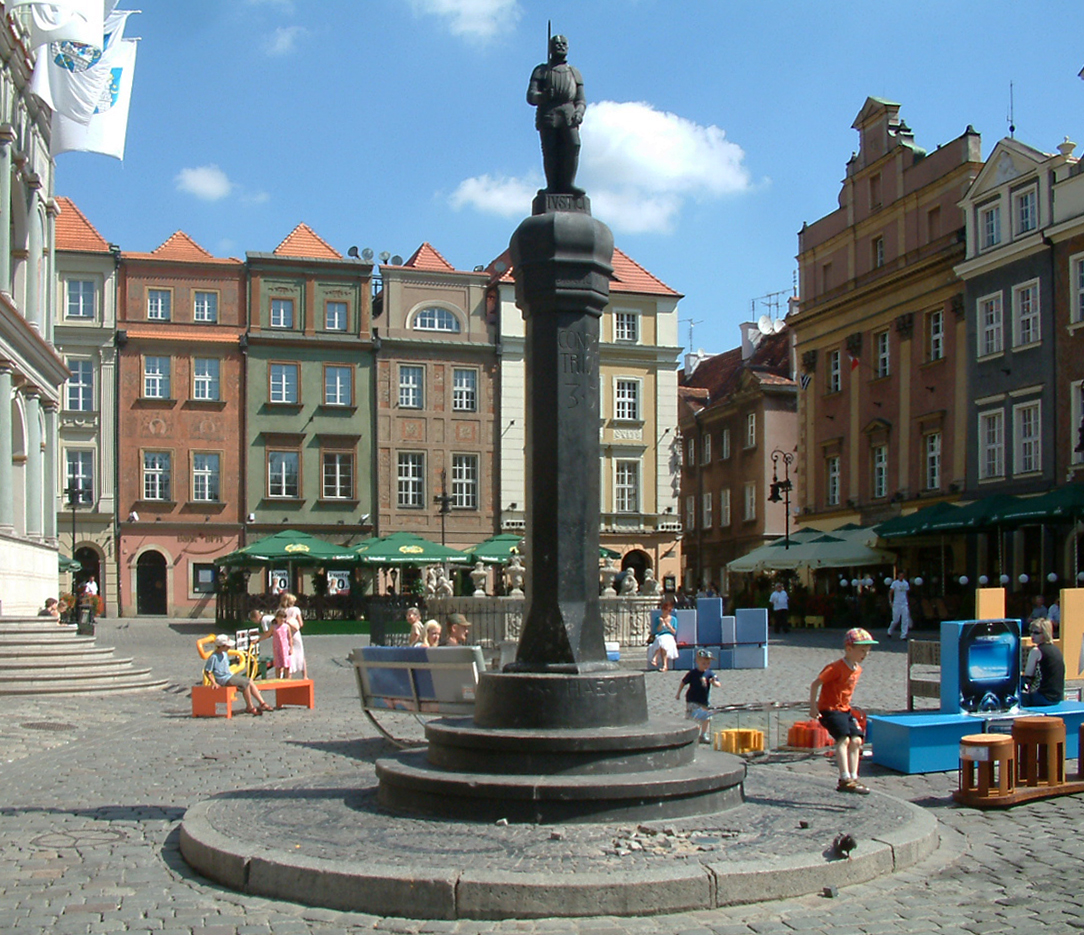
Pręgierz
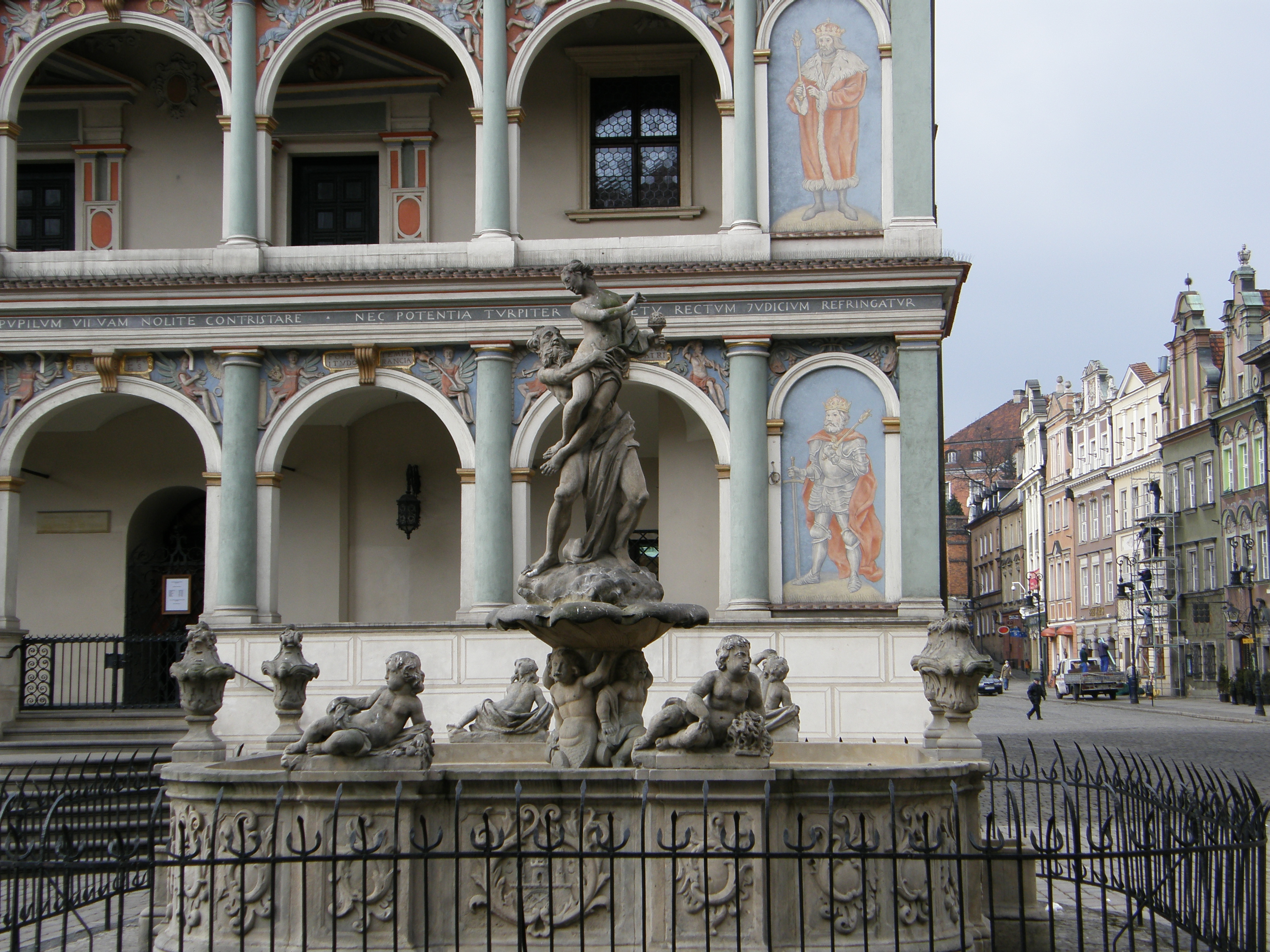
Fontanna Prozerpiny
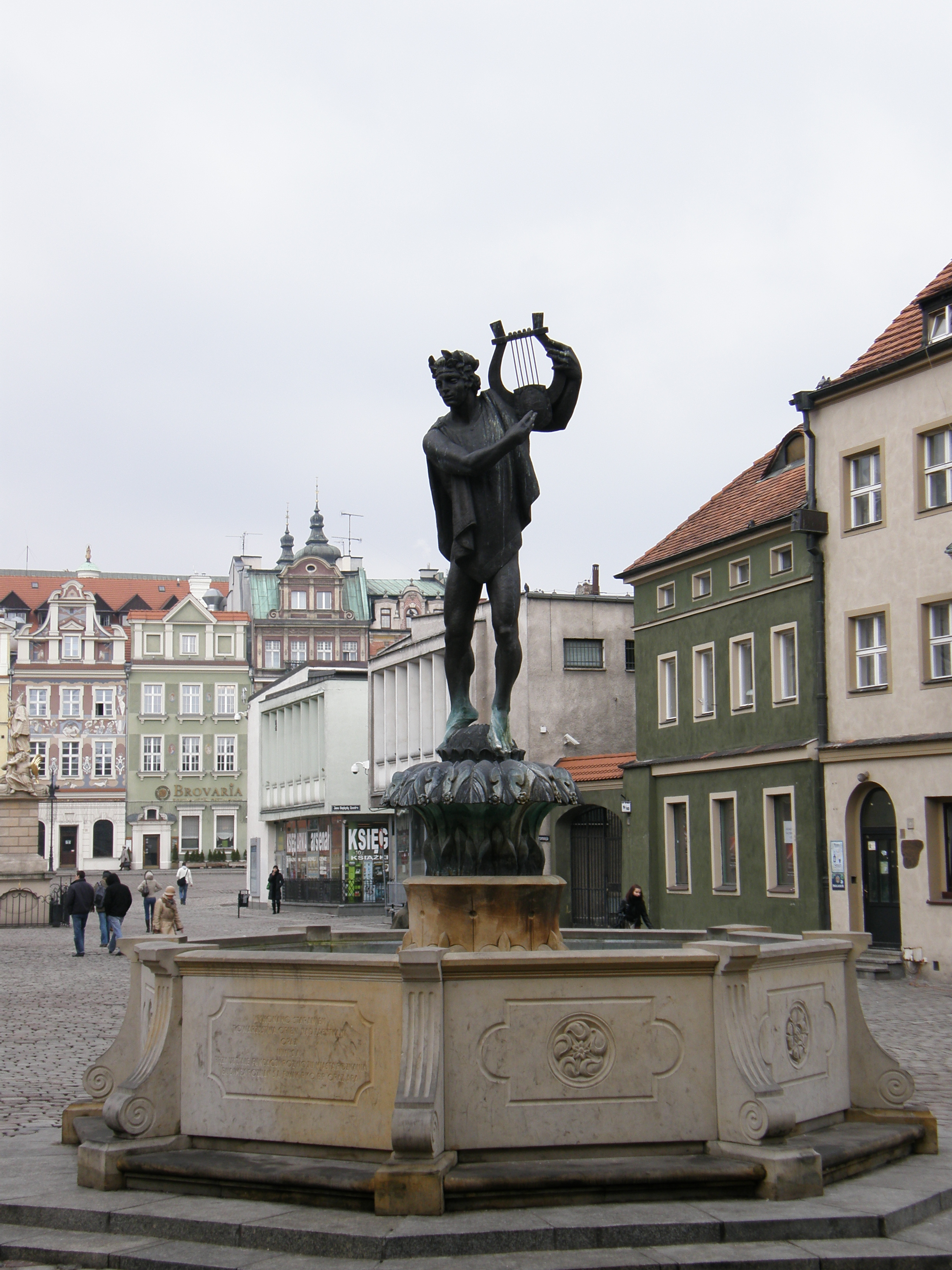
Fontanna Apolla
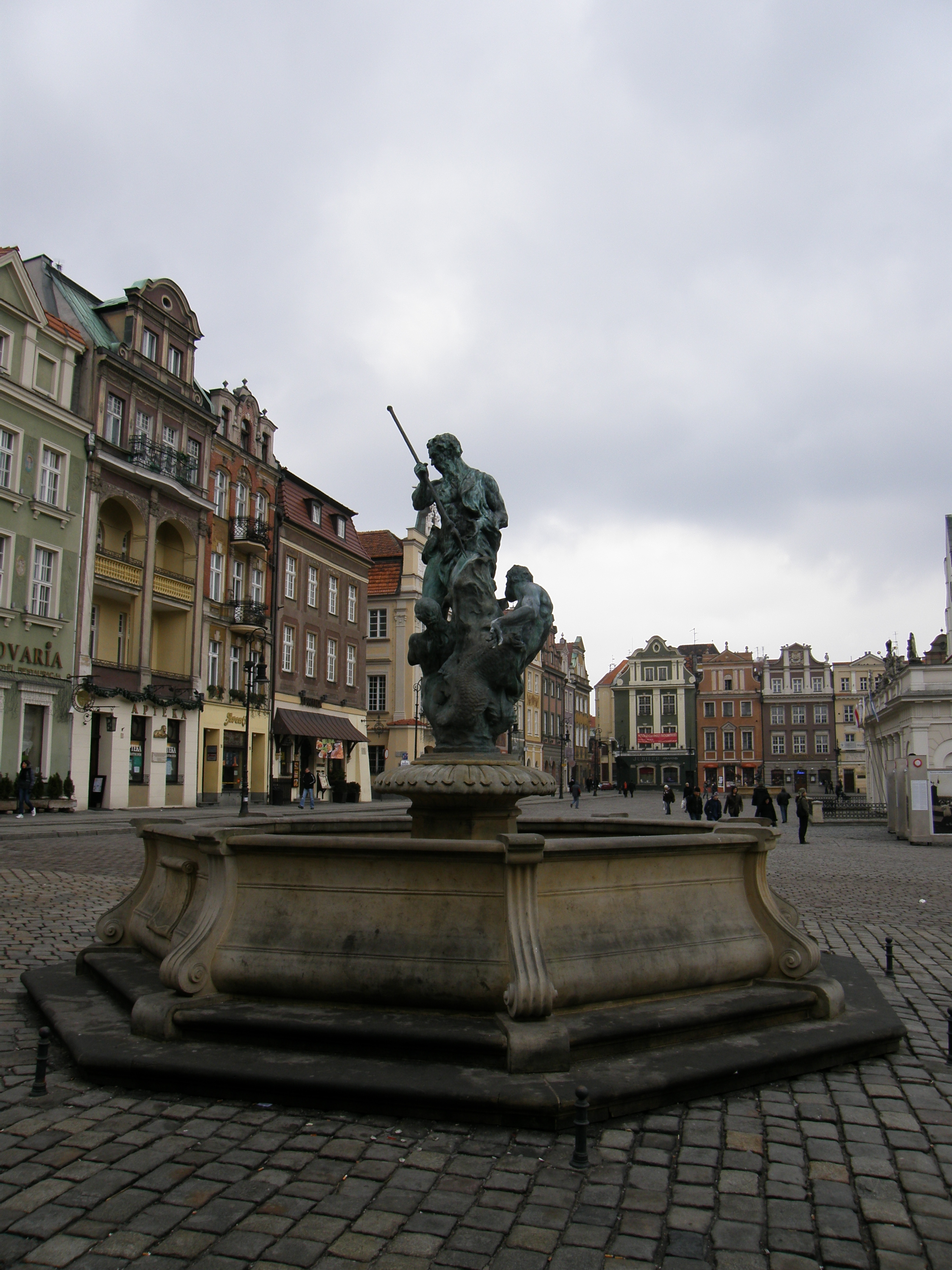
Fontanna Neptuna
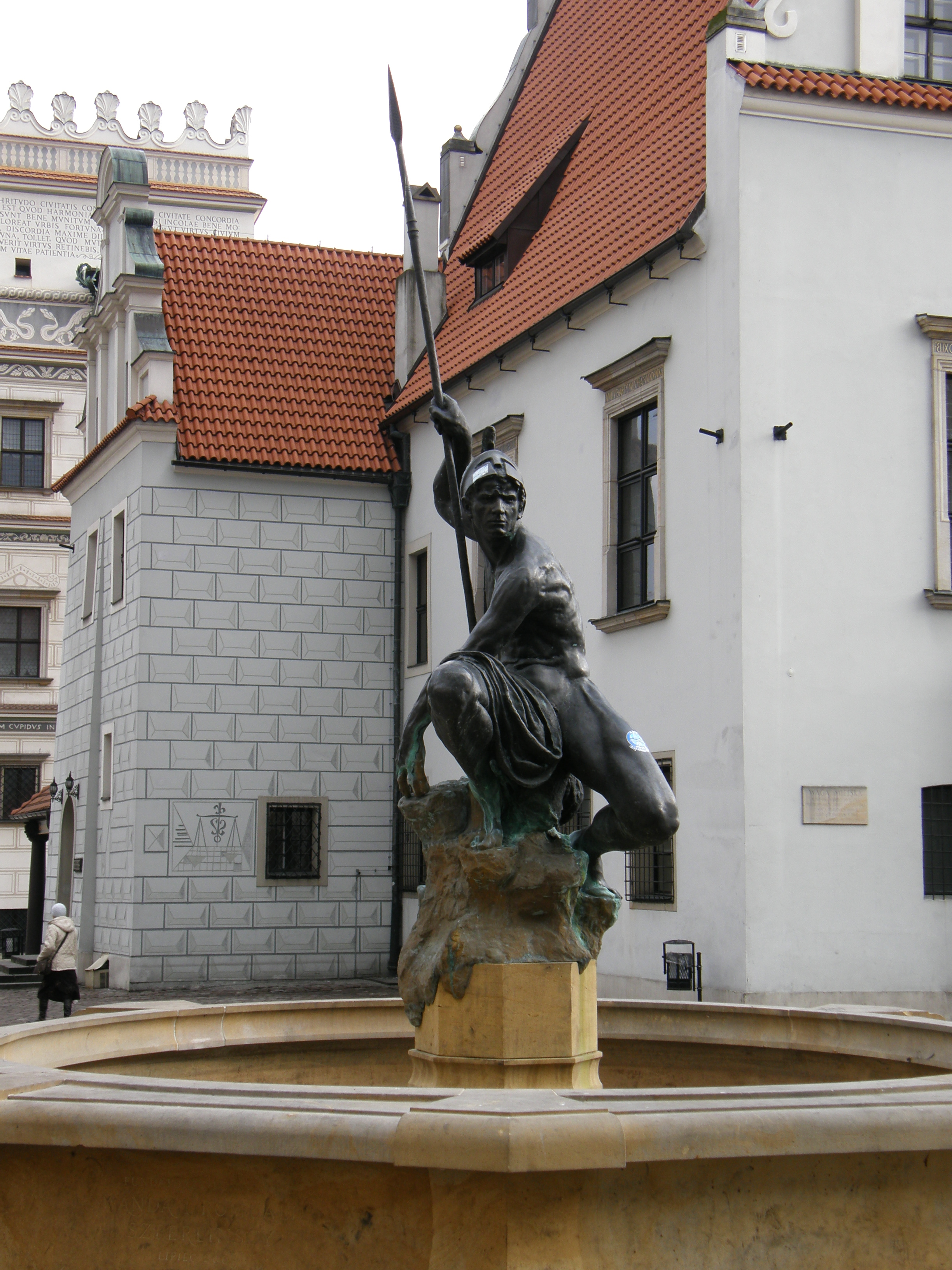
Fontanna Marsa
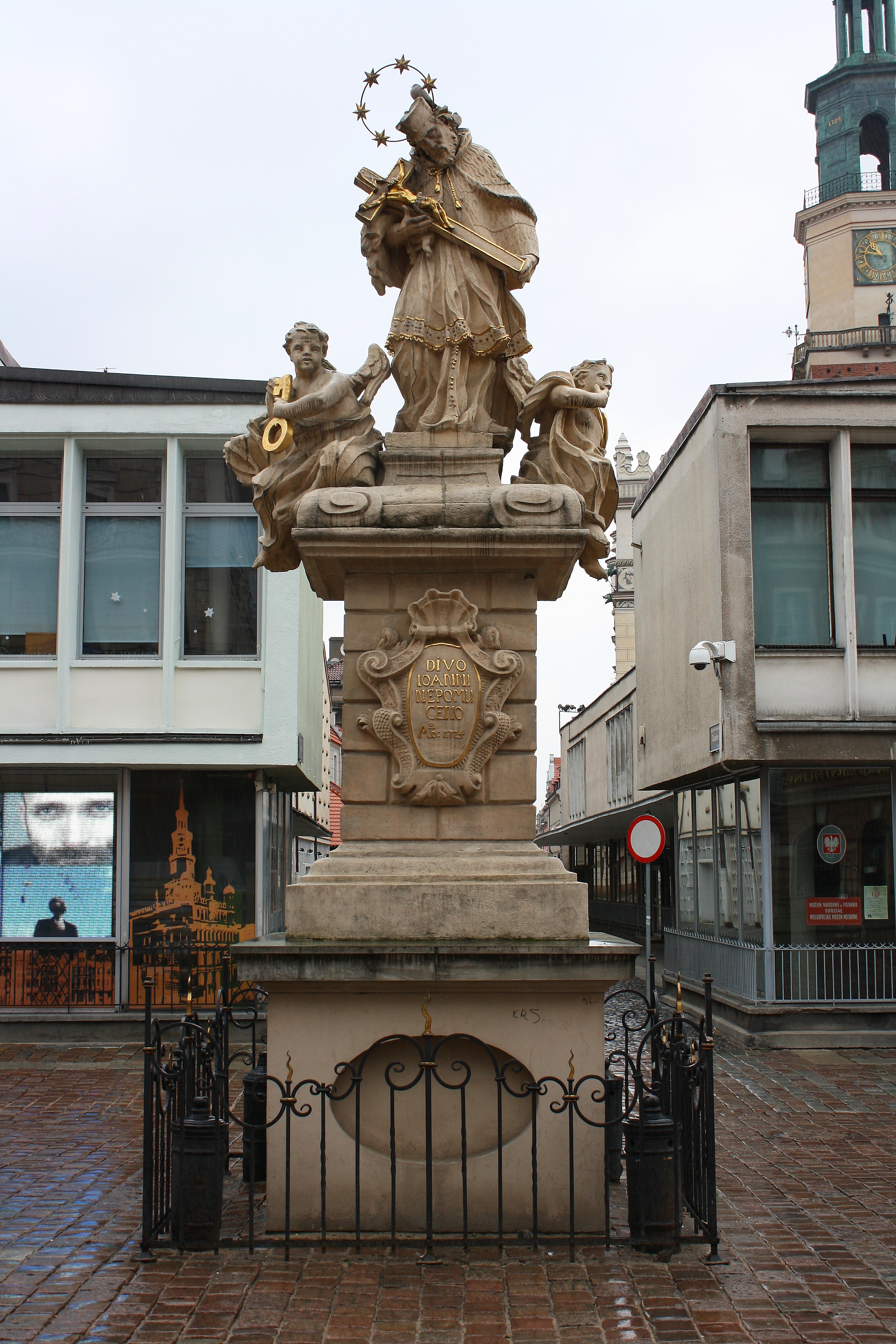
Figura św. Jana Nepomucena
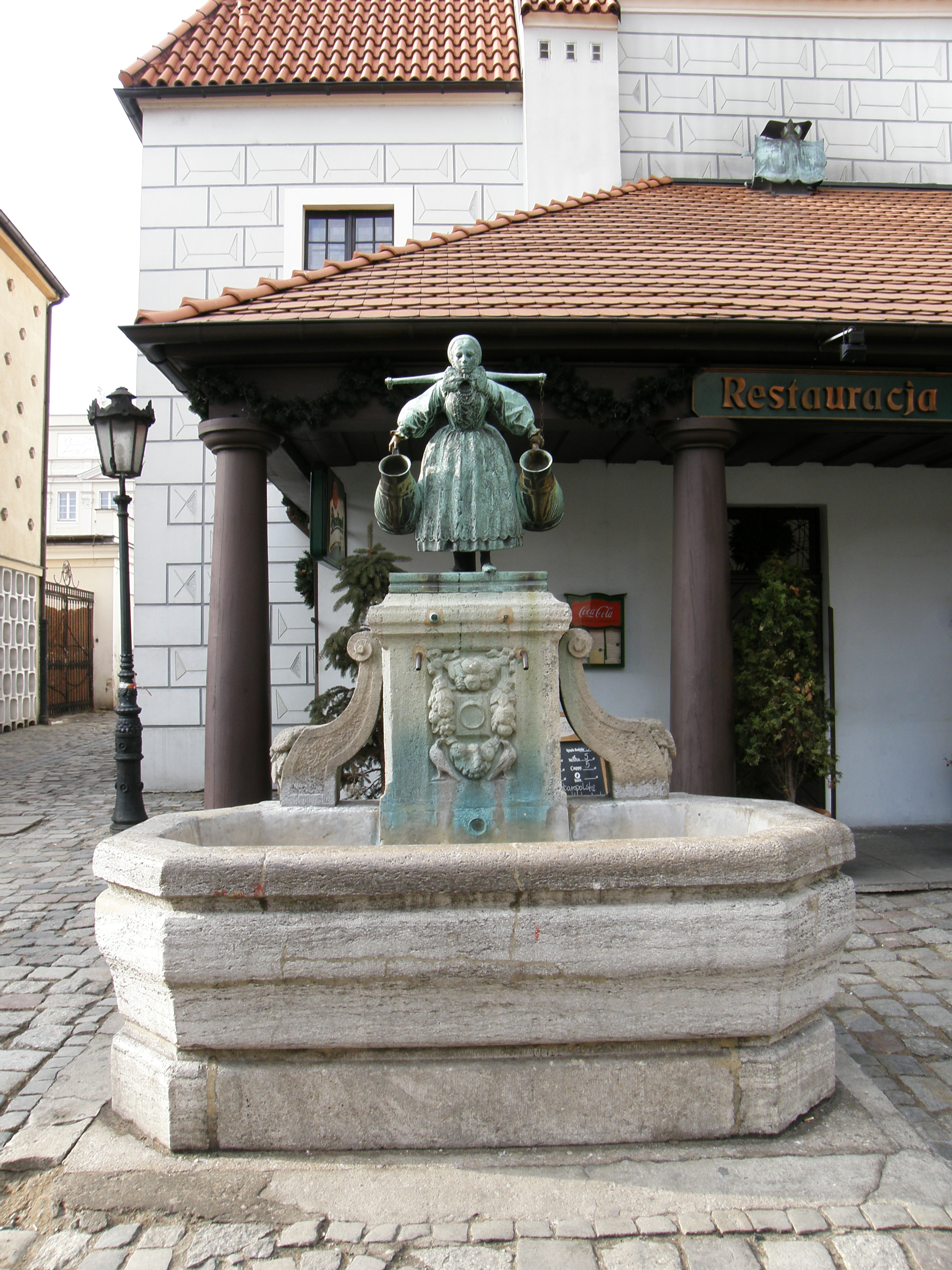
Studzienka Bamberki
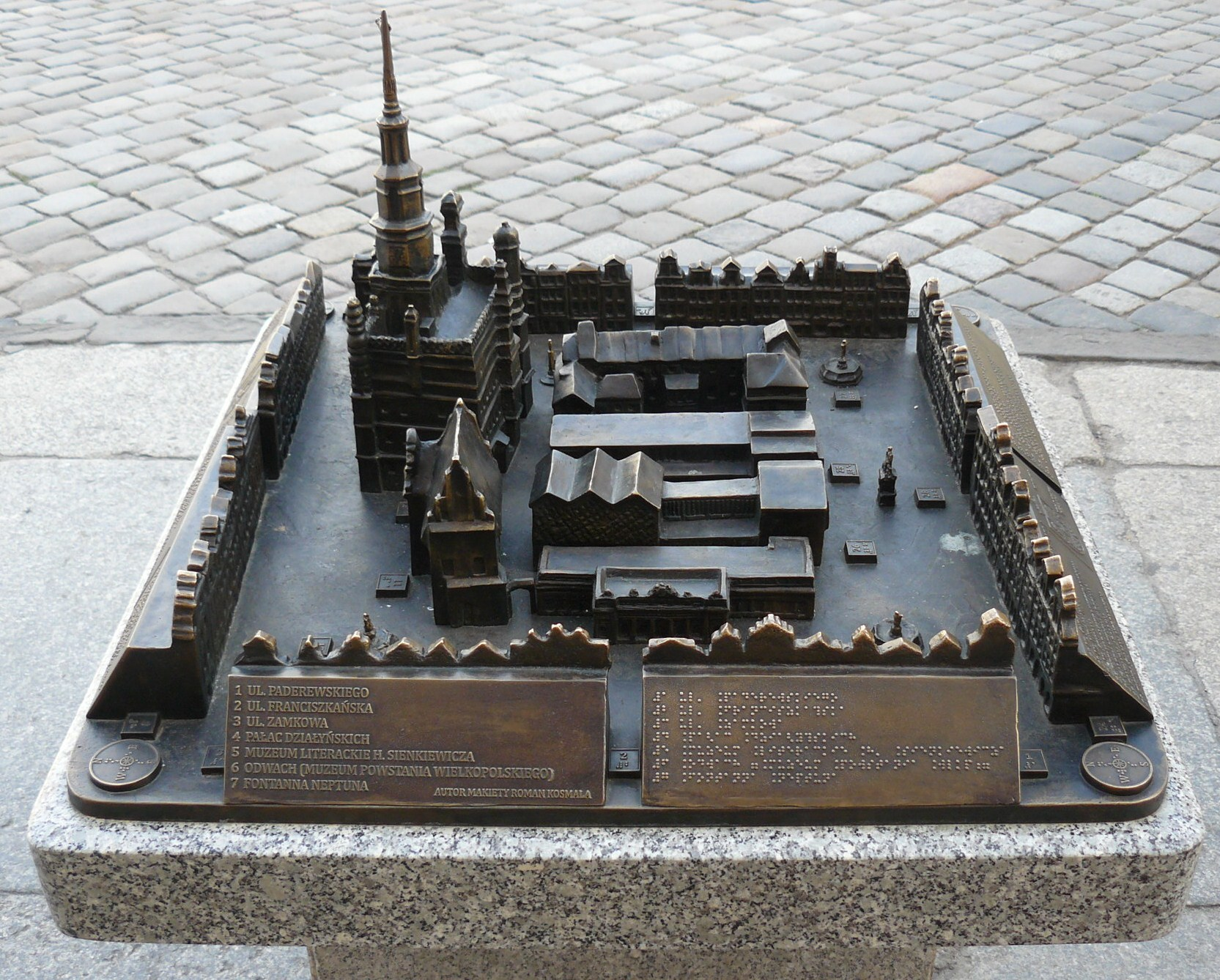
Makieta rynku

| Plan Starego Rynku | |
| ------------------ | --- |
|                    | Wybrane zabytki: \| \| Legenda \| \| \| Ratusz \| \| \| Waga miejska \| \| \| Domki budnicze \| \| \| Odwach \| \| \| Pałac Działyńskich \| \| \| Pałac Mielżyńskich \| \| \| Pałac Górków \| \| \| Muzeum Instrumentów \| \| \| Fontanna Prozerpiny \| \| \| Studzienka Bamberki \| \| \| Pręgierz \| |
|                    | Legenda |
|                    | Ratusz |
|                    | Waga miejska |
|                    | Domki budnicze |
|                    | Odwach |
|                    | Pałac Działyńskich |
|                    | Pałac Mielżyńskich |
|                    | Pałac Górków |
|                    | Muzeum Instrumentów |
|                    | Fontanna Prozerpiny |
|                    | Studzienka Bamberki |
|                    | Pręgierz |